# Reh
Das Reh (Capreolus capreolus), zur Unterscheidung vom Sibirischen Reh auch Europäisches Reh genannt, ist die in Europa häufigste und kleinste Art der Hirsche. Als Trughirsch ist es näher mit dem Ren, dem Elch und dem amerikanischen Weißwedelhirsch verwandt als mit dem in Mitteleuropa ebenfalls heimischen Rothirsch.
Das Reh besiedelte ursprünglich Waldrandzonen und -lichtungen. Es hat sich aber erfolgreich eine Reihe sehr unterschiedlicher Habitate erschlossen und kommt mittlerweile auch in offener und fast deckungsloser Agrarsteppe vor. Aufgeschreckte Rehe suchen gewöhnlich mit wenigen, schnellen Sprüngen Schutz in Dickichten, es wird deswegen und aufgrund einiger morphologischer Merkmale dem sogenannten „Schlüpfertypus“ zugerechnet. Rehe sind Wiederkäuer und werden als Selektierer bezeichnet, da sie bevorzugt eiweißreiches Futter fressen. Während des Sommerhalbjahrs lebt das Reh überwiegend einzeln oder in kleinen Gruppen, bestehend aus einem Weibchen (Ricke) und ihren Jungtieren (Kitze), im Winter bilden sich kleine Rudel, die meist mehr als drei oder vier Tiere umfassen. Rehe, die in der offenen Agrarlandschaft leben, bilden Rudel von mehr als zwanzig Individuen.
Das Reh wurde 2019 durch die Deutsche Wildtier Stiftung als Tier des Jahres ausgewählt.

## Merkmale

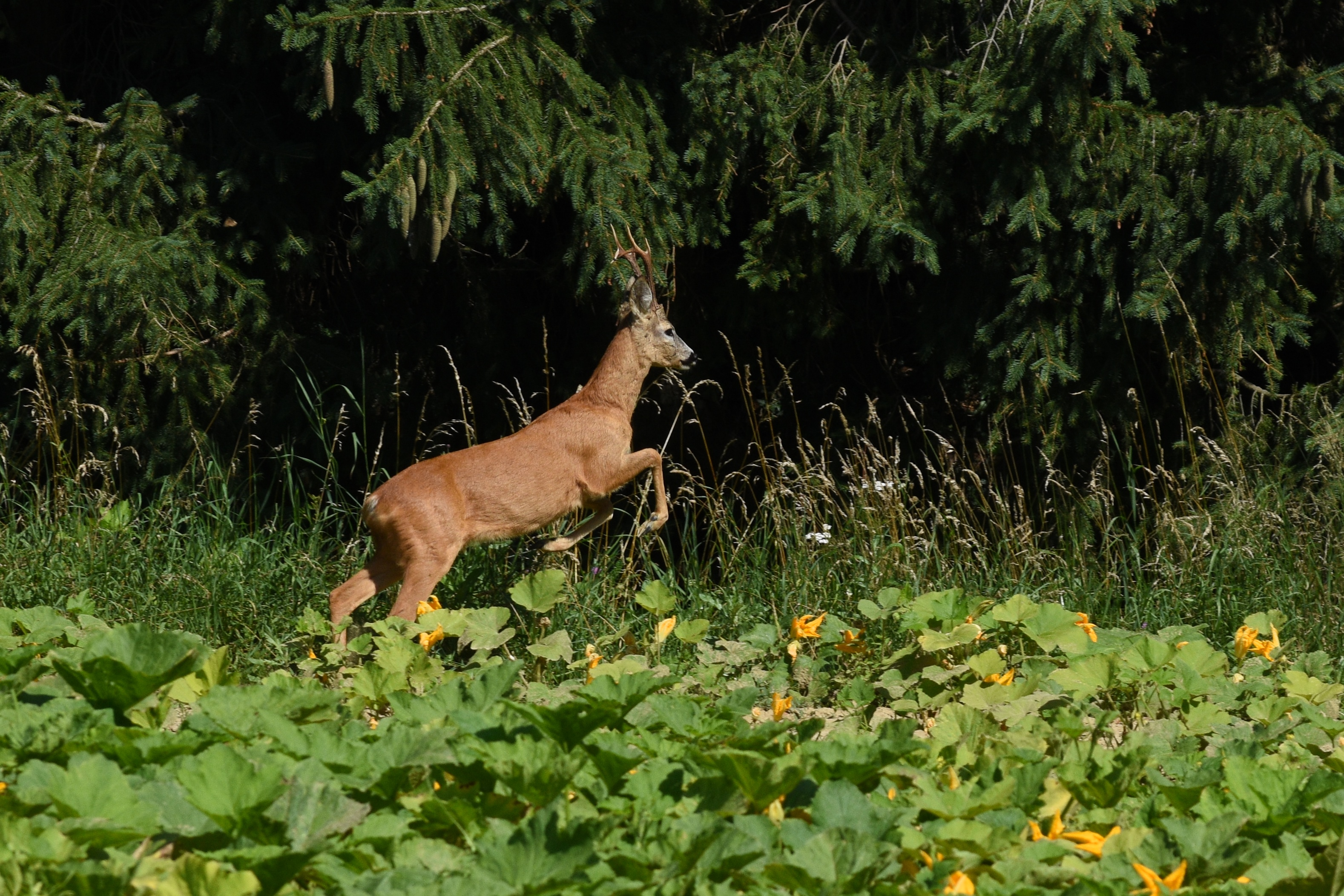
Flüchtender Rehbock

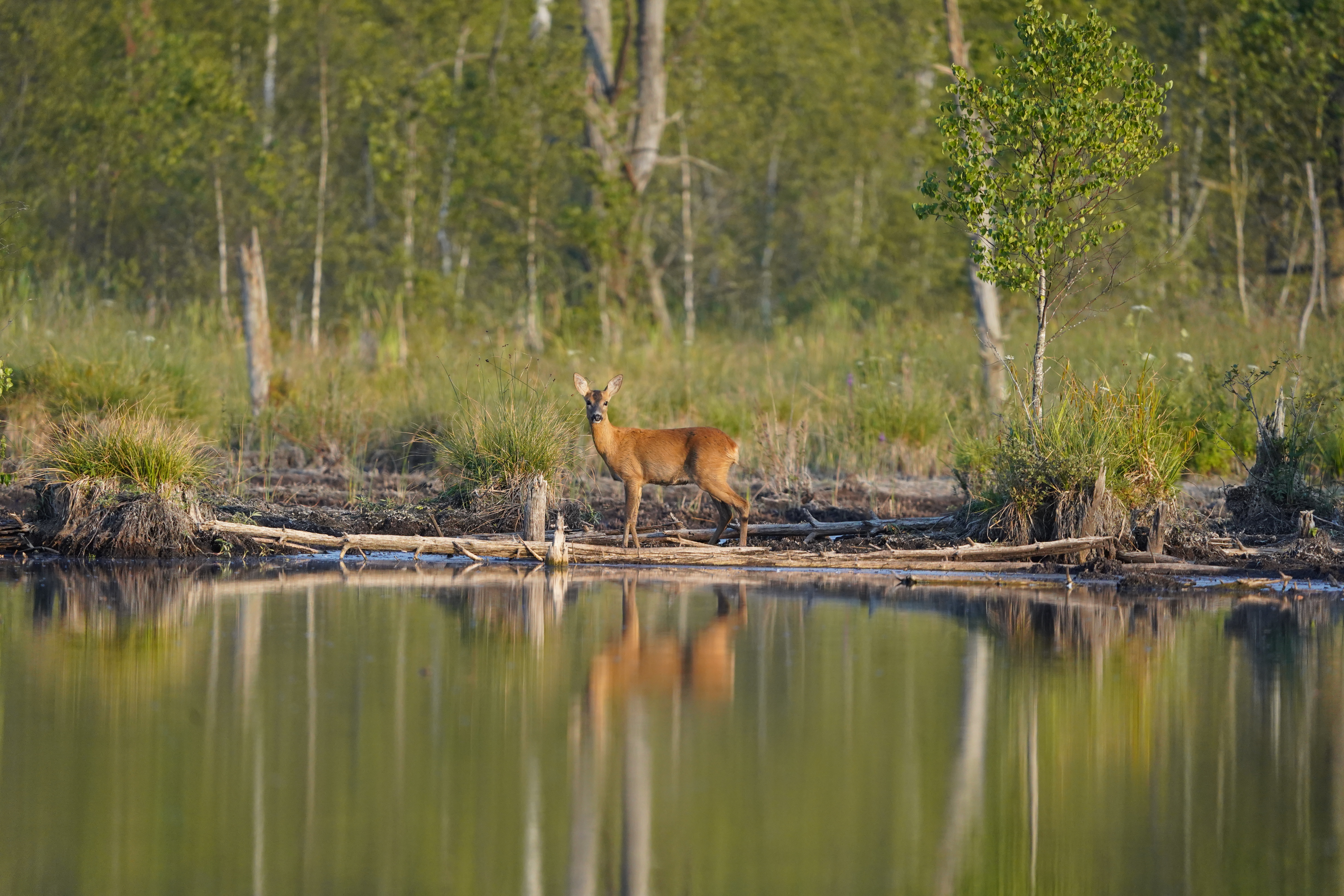
Ricke

Ausgewachsene Rehe haben eine Körperlänge von 107 bis 127 Zentimeter und erreichen eine Schulterhöhe zwischen 65 und 84 Zentimeter. Die ausgewachsenen Männchen wiegen je nach Ernährungszustand zwischen 20 und 34 Kilogramm, die Weibchen zwischen 17 und 29 Kilogramm. Tendenziell steigt das Gewicht von Südwesten nach Nordosten, von tiefen in höhere Lagen und von wärmeren zu kälteren Klimata. So wiegen weibliche Rehe im Südwesten Spaniens durchschnittlich 17,1 und im Norden Spaniens 23,2 Kilogramm. In Norwegen erreichen Ricken dagegen ein durchschnittliches Gewicht von 28,8 Kilogramm. Einen ausgeprägten Sexualdimorphismus gibt es bezogen auf die Körpermaße nicht, allerdings tragen nur Böcke ein Geweih und sie sind im Schnitt etwa 5 bis 10 % schwerer.
Auf Grund mehrerer Merkmale wird das Reh dem sogenannten „Schlüpfertypus“ zugerechnet. Das Reh sucht bei Beunruhigung mit wenigen schnellen Sprüngen Deckung im Dickicht. Es hat eine leicht gekrümmte und nach vorn abfallende Wirbelsäule, wodurch die Kruppe höher liegt als der Widerrist. Das Geweih des Bocks ist verhältnismäßig klein. Die keilförmige Körperform ist dem lautlosen Durchwinden von dichter Vegetation angepasst. Die Beine sind im Verhältnis zum Rumpf zierlich und lang, die Hinterläufe sind im Sprunggelenk stark eingeknickt.
Der Kopf ist im Verhältnis zur Körperlänge kurz und wirkt im Profil fast dreieckig. Die Ohren sind lang-oval zugespitzt und entsprechen in ihrer Länge etwa zwei Dritteln der Kopflänge. Die Iris ist schwarzbraun mit einer quer gestellten Pupille. Der Hals ist schlank und länger als der Kopf. Das Haarkleid besteht aus Leithaaren, Grannenhaaren und Wollhaaren. Grannen- und Leithaare bilden die Deckhaare, darunter liegen die sehr dünnen und stark gekräuselten Wollhaare. Das Haarkleid ist im Sommer auf der Körperoberseite und den Außenseiten des Körpers glänzend, wobei die Färbung individuell von einem dunklen Braunrot bis zu einem Fahlgelb variieren kann. Die Innenseite der Läufe und der Unterbauch sind heller und gelblicher. Die Region um den After, der Spiegel, hebt sich vom übrigen Fell ab und ist gewöhnlich von gelblich-weißer Farbe. Böcke haben am Kinn und an jeder Seite der Oberlippe einen kleinen weißen Fleck, auch oberhalb der Nasenpartie ist häufig ein weißer Fleck ausgebildet. Weibliche Tiere besitzen ein Haarbüschel an der Vulva, welches in der Jägersprache als „Schürze“ bezeichnet wird. Die Ohren sind bei beiden Geschlechtern auf der Außenseite braungrau mit einem dunklen bis schwarzen Rand, innen ist das Ohr dagegen hellgrau bis weiß. Der Übergang vom Sommer- zum Winterhaarkleid erfolgt im September und Oktober. Er verläuft zunächst unauffällig, weil die roten Sommerhaare das wachsende graue Winterhaar lange optisch überdecken. Der für einen Beobachter erkennbare Haarwechsel verläuft dagegen sehr schnell und ist bei gesunden Rehen innerhalb einer Woche abgeschlossen. Im Winter variiert die Farbe des Haarkleides zwischen Hell- und Dunkelgrau. Auch im Winterhaarkleid ist die Körperunterseite heller als die Körperoberseite. Der Wechsel vom Winter- ins Sommerkleid erfolgt in Mitteleuropa im Zeitraum von März bis April. Die Sommerhaare sind zuerst am Kopf sichtbar, dann auf dem Widerrist. Im Winter ist das einzelne Haar hohl, was der besseren Isolierung durch Lufteinschluss dient.
Das Fell der Rehkitze ist rotbraun und weist zunächst eine weiße Punktierung auf dem Rücken und auf den Flanken auf. Diese weiße Fleckenzeichnung wird ab einem Alter von einem Monat allmählich undeutlicher und verschwindet bis zum Alter von zwei Monaten durch das Überwachsen durch rote Sommerhaare. Unter den langen roten Haaren sind die weißen und braunen Kitzhaare noch bis zum Wechsel in das Winterhaarkleid vorhanden.

### Farbanomalien
Neben rotbraunen Rehen treten selten auch albinotische oder teilalbinotische Individuen auf. Bei reinen Albinos sind die Haare völlig weiß, die Augen sind rot. Bei den etwas häufigeren Teilalbinos, den sogenannten gescheckten Rehen, treten weiße Stellen an verschiedenen Körperteilen auf, die weißen Stellen können unterschiedlich groß sein. Fehlen dem Reh bestimmte Farbpigmente, kann das Haar auch gelblich sein.
Im Tiefland des nördlichen Mitteldeutschlands gibt es eine große Anzahl schwarzer Rehe, die vereinzelt auch in anderen Regionen auftreten. Im nördlichen Mitteldeutschland gab es schwarze Rehe vermutlich bereits um 990 in der Umgebung von Haste. Ihr Vorkommen ist für den heutigen Landkreis Lüchow-Dannenberg für 1591 sicher belegt, da aus diesem Jahr ein Brief des Landgrafen Wilhelm von Hessen-Kassel an den Herzog Heinrich Julius von Braunschweig-Wolfenbüttel erhalten geblieben ist, in dem er um die Zusendung der versprochenen schwarzen Rehe bittet.
Die Färbung erklärt sich durch eine starke Vermehrung des schwarzen Pigments, das die Rotfärbung unterdrückt. Dieses Merkmal wird vermutlich rezessiv vererbt. Im Sommer sind bei diesen Tieren der Kopf bis zur Augenlinie, Nacken, Rücken und oberer Teil der Läufe glänzend tiefschwarz. Die Körperunterseite wirkt grauschwarz. Im Winter ist das Schwarz etwas matter. Auch die Kitze sind bereits schwarz gefärbt, weisen aber wie normal gefärbte Kitze eine bis zwei Reihen heller Flecken beiderseits der Wirbelsäule auf. Schwarze Rehe machen immer nur einen geringen Anteil der gesamten Rehwildpopulation aus. Selbst dort, wo man durch den gezielten Abschuss rotbrauner Rehe den Anteil schwarzer Rehe gezielt fördern wollte, gelang es nicht, ihren Anteil über 75 Prozent zu steigern.

### Geweih

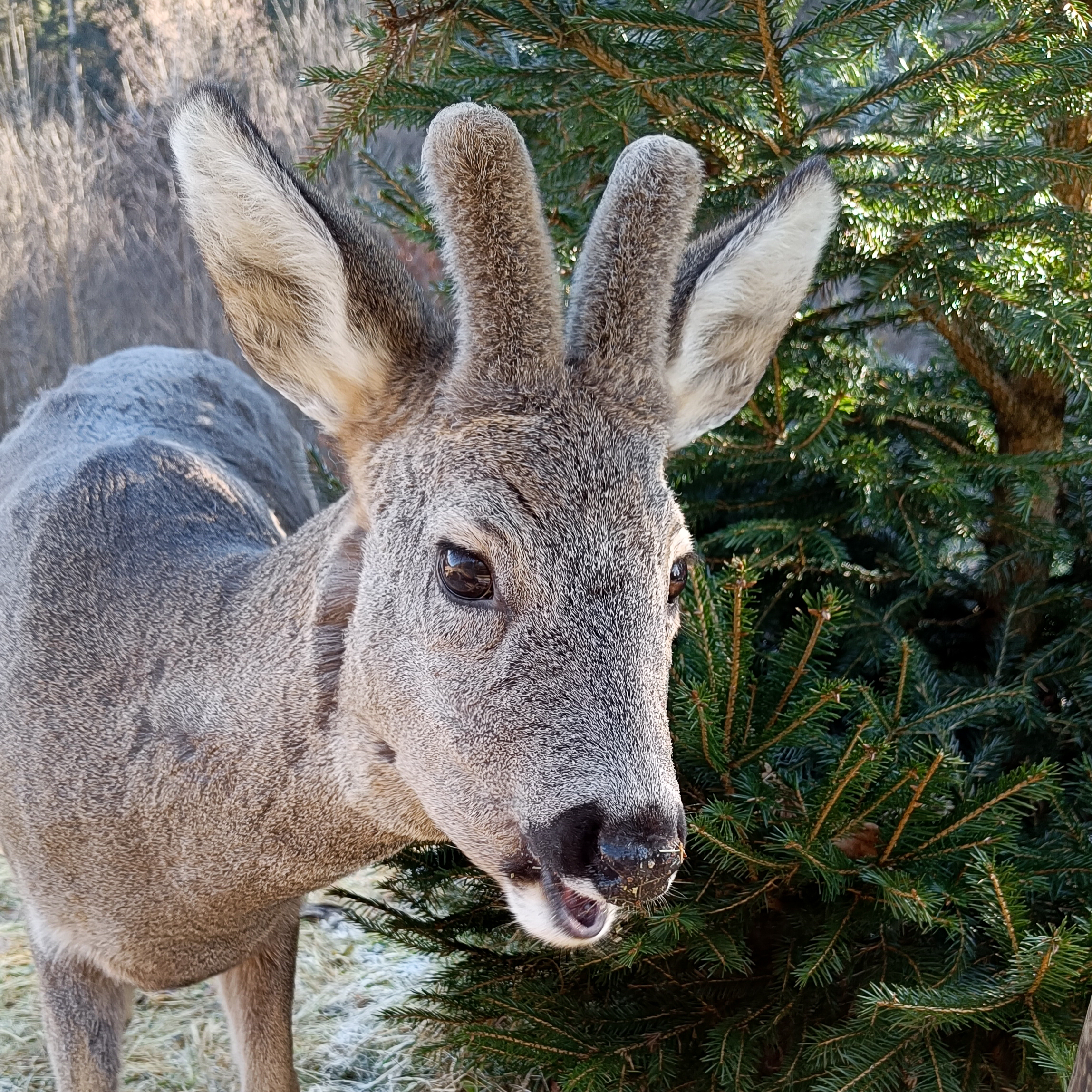
Geweihwachstum bei einem Rehbock

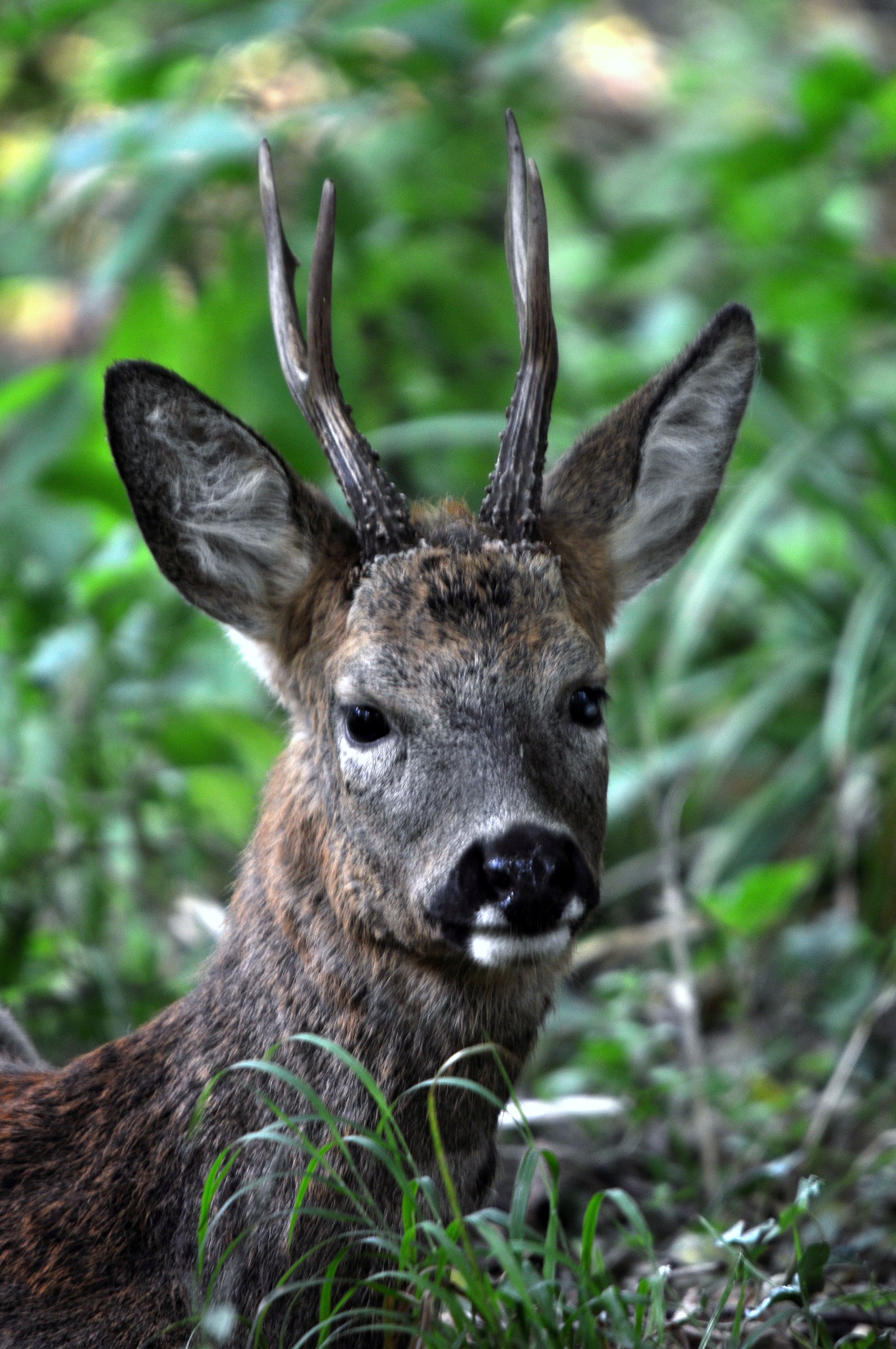
Rehbock

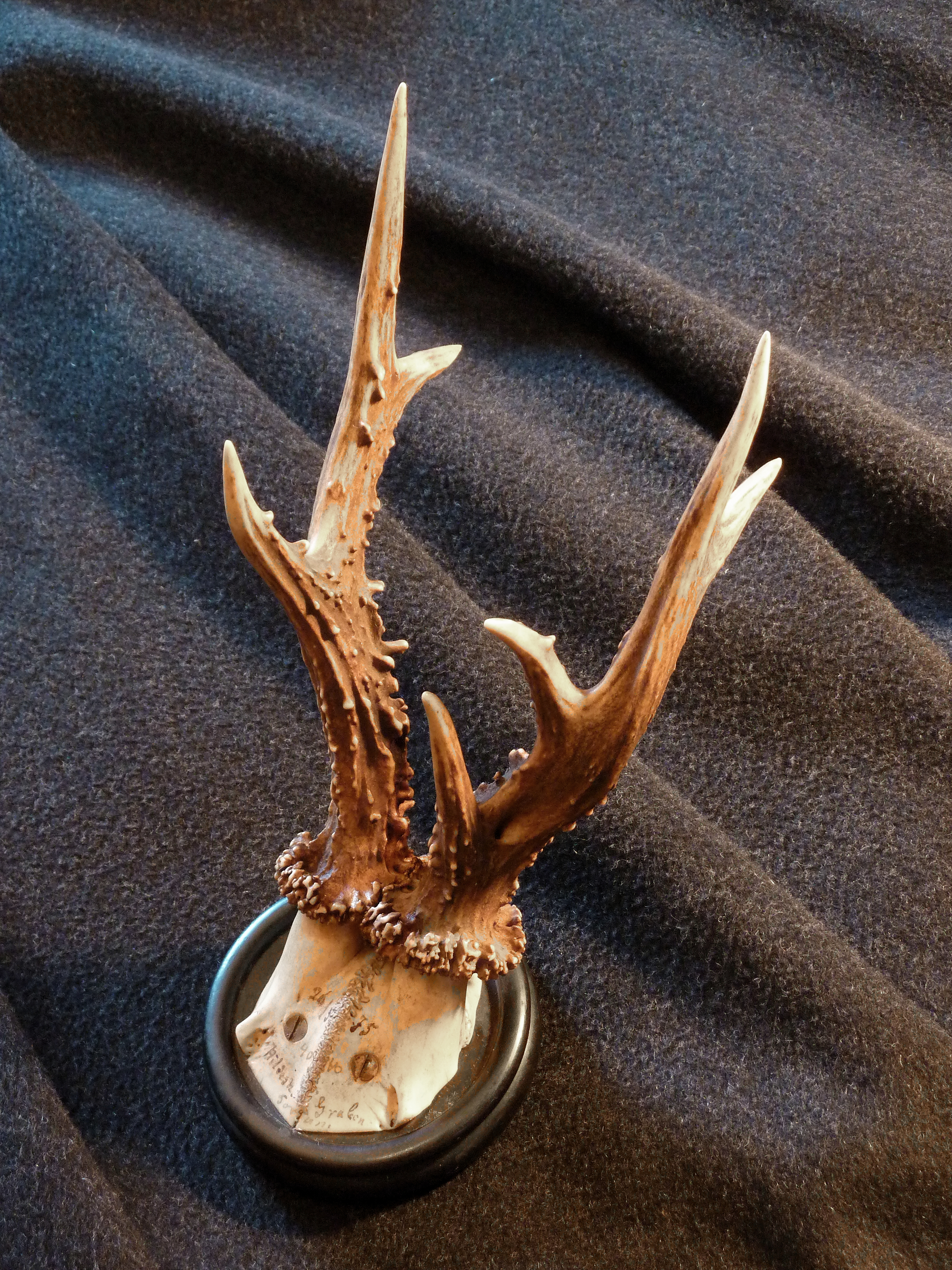
Voll entwickeltes Gehörn eines älteren Rehbocks

In der Regel tragen nur die Böcke ein Geweih, aber Individuen mit weiblichen Genitalien und schwach ausgebildetem Gehörn sind bekannt. In der Jägersprache wird das Geweih der Böcke als Gehörn bezeichnet; im süddeutsch-österreichischen Sprachraum auch als Krickl oder Gwichtl. Es besteht aus zwei runden bis ovalen Stangen, die in Mitteleuropa durchschnittlich eine Länge von 15 bis 20 Zentimeter erreichen. Im Normalfall weist jede Stange eines normal entwickelten, älteren Bockes drei Enden auf: Eine sogenannte Vordersprosse sowie das eigentliche Stangenende, auch Mittelsprosse genannt, und eine in der Höhe zwischen beiden liegende Hinter- oder Rücksprosse. Die wichtigste biologische Funktion dieses Geweihes liegt im Ausfechten und Verteidigen der Rangordnung. Die mit Duftdrüsen versehenen Kolbenenden produzieren außerdem bis zum Fegen der Basthaut ein Sekret, das an der Vegetation abgestreift wird. Da das Geweih eine Überschussproduktion des Körpers ist, spielen bei seiner Entwicklung neben dem Alter der Böcke äußere Faktoren wie die Ernährung eine Rolle. Erst nach dem Abschluss der körperlichen Entwicklung des Bocks kann die Geweihentwicklung ihren Höhepunkt erreichen. In der Regel erreichen Geweihmasse und -volumen ihr Maximum bei fünfjährigen Böcken. Das Geweih kann dann bis zu 600 Gramm wiegen. Es gibt keine Hinweise darauf, dass Böcke mit stärkerem Geweih von den Ricken bevorzugt werden.
Bereits drei Monate alte Bockkitze entwickeln mit Beginn der Produktion des männlichen Geschlechtshormons Testosteron auf den Stirnbeinen Fortsätze, die Rosenstöcke genannt werden. Diese Stirnzapfen haben ohne Ernährungsmängel der Kitze im September/Oktober eine Länge von 30 Millimetern und einen Durchmesser von bis zu 10 Millimetern erreicht. Sie sind noch von Haut, nicht von Bast umgeben. Diese Haut wird im Zeitraum Dezember bis Januar abgescheuert, so dass die Spitzen dieses Erstlingsgeweihs freiliegen. Bereits kurz darauf erfolgt der Abwurf, und die Bildung des Folgegeweihs setzt ein. Das Geweih einjähriger Böcke sind normalerweise einfache, unverzweigte Spieße. Seltener kommen bereits bei Einjährigen die für zwei- und mehrjährige Böcke typischen Stangen mit jeweils zwei, beziehungsweise drei Sprossen vor. Böcke, die älter als fünf Jahre sind, sind zunehmend nicht mehr in der Lage, die für den Geweihaufbau notwendigen Aufbaustoffe vollständig abzugeben, da sie mehr Mineralien verbrauchen als sie aufnehmen. Dabei spielen die, wegen der Abnutzung der Zähne zunehmend schlechtere Ernährung sowie möglicherweise auch eine nachlassende Funktionsfähigkeit des endokrinen Drüsensystems eine Rolle.
Bei Böcken, die mindestens das erste Lebensjahr abgeschlossen haben, fällt das Geweih jährlich in der Zeit von Oktober bis November ab und beginnt unter einer schützenden und nährenden Basthaut sofort neu zu wachsen. Die Wachstumsphase des Geweihs währt etwa 60 Tage und endet im Januar. Bei in Gattern gehaltenen Böcken hat man ein tägliches Geweihwachstum von etwa drei Millimetern festgestellt. Das energiezehrende Schieben eines Geweihs in der verhältnismäßig äsungsarmen Winterzeit ist bei Hirschen sehr selten und kommt nur noch beim Sibirischen Reh und beim ostasiatischen Davidshirsch vor.

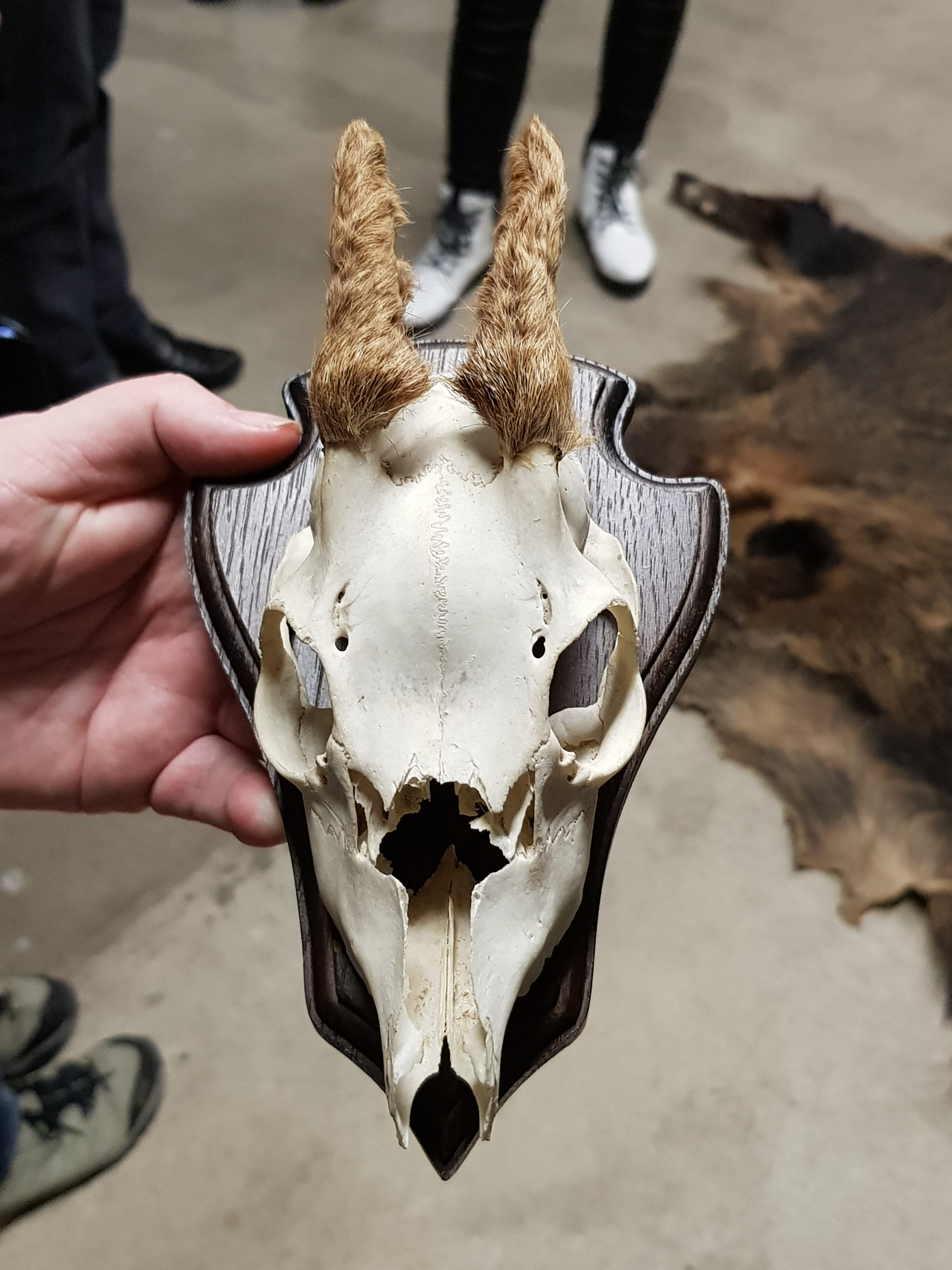
Gehörn mit Basthaut

Die Basthaut stirbt nach Abschluss der Geweihbildung ab und wird vom Bock durch Fegen an Büschen und jungen Bäumen von der verbleibenden Knochenmasse entfernt. Böcke, die mindestens zwei Jahre alt sind, fegen in Mitteleuropa ihre Geweihe während der zweiten Märzhälfte, und damit noch bevor sie in das Sommerkleid wechseln. Einjährige Böcke fegen dagegen ihr Geweih sieben bis acht Wochen später, wenn sie bereits das Sommerkleid tragen. Frisch gefegte Geweihe sind weiß oder vom anhaftenden Blut leicht gerötet. Durch das Fegen an Bäumen und Sträuchern dringen Rinden- und Pflanzensäfte in die Poren der Stangen ein, wodurch das Geweih seine Farbe erhält. Böcke, die ihr Geweih an Erlen und Nadelhölzern fegen, haben tendenziell sehr dunkle Geweihe; bei den sogenannten Feldrehen, denen auf Grund ihres Lebensraumes wenig Bäume zum Fegen zur Verfügung stehen, sind hellgraue Stangen typisch. Das Fegen des Geweihs schadet den Bäumen: Böcke nutzen dafür bevorzugt alleinstehende Stämmchen und Randpflanzen. Die Fegefreudigkeit der einzelnen Böcke ist individuell verschieden. Einzelne Böcke fegen nur an wenigen Stämmchen, während andere hunderte von Pflanzen massiv schädigen. Fegeschäden gelten als kaum vermeidbar. Als Schutz hilft nur das Einzäunen von aufgeforsteten Kulturen oder ein Einzelschutz von Bäumen, beispielsweise durch Ummanteln der Stämme mit Maschendraht. Im Vergleich mit den Verbissschäden, die Rehe in Wäldern anrichten können, sind die Fegeschäden jedoch gering.

### Sinne
Das Reh ist sehr am Geruch orientiert. Es zählt zu den sogenannten Makrosmatikern, da ein hoher Anteil der Nasenschleimhaut mit einem Riechepithel (Riechschleimhaut) überzogen ist. Auf dem etwa 90 Quadratzentimeter umfassenden Riechepithel befinden sich rund 320 Millionen Riechzellen. Rehe sind in der Lage, bereits geringe Duftreize wahrzunehmen und riechen einen Menschen aus einer Entfernung von 300 bis 400 Metern.
Die seitlich stehenden Augen erlauben dem Reh ohne Kopfdrehung einen weiten Umkreis zu überblicken. Rehe reagieren besonders auf Bewegungen, das Erkennungsvermögen für unbewegte Gegenstände ist nicht sehr hoch entwickelt. Bei Störungen richten Rehe den Kopf auf und starren die Ursache der Störung an, wobei sie sich oft seitwärts stellen. Dieses charakteristische Verhalten wird Sichern genannt. Sie bewegen sich gelegentlich auch langsam und mit weit vorgestrecktem Hals im Stechschritt auf die verdächtige Erscheinung zu, dabei stampfen sie von Zeit zu Zeit auf den Boden. Das Verhalten wirkt auf den Menschen äußerst neugierig, es handelt sich jedoch um ein Verhalten, bei dem sich das Reh Klarheit über die Ursache seiner Beunruhigung verschafft. Es kann einer Flucht unmittelbar vorausgehen.
Über die Leistungsfähigkeit des Gehörsinns besteht keine einheitliche Einschätzung, da Rehe auf verschiedene Laute sehr unterschiedlich reagieren. Rehe können sich an laute Geräusche gewöhnen und lassen sich beispielsweise durch die Lärmkulisse einer Autobahn oder eines Schießplatzes beim Fressen nicht stören. Dagegen kann das leise Knacken eines trockenen Zweiges bei ihnen Sichern und Flucht auslösen.

### Lautäußerungen
Ein bellender Laut ist die auffälligste und am häufigsten zu vernehmende Lautäußerung des Rehs, er wird in der Fachliteratur als „Schrecklaut“, in der Jägersprache als „Schrecken“ bezeichnet. Belllaute sind meist dann zu hören, wenn Rehe aufgeschreckt werden, aber die Ursache der Störung noch nicht identifiziert haben. Der Laut drückt eher Erregtheit und Aggression als Angst aus. Ein bellendes Reh signalisiert dem Störer unter anderem, dass es ihn entdeckt hat – für einen potentiellen Fressfeind ist in diesem Fall eine weitere Annäherung sinnlos. Seinen Artgenossen teilt das Reh über das Bellen auch mit, wo es sich befindet. In einigen Regionen sind im Sommer morgens und abends deswegen für etwa eine halbe Stunde bellende Rehe zu vernehmen. Mit fiependen Lauten locken sich Kitz und Mutter dagegen gegenseitig. Auch während der Brunft ruft das Weibchen fiepend nach dem Männchen. Beim männlichen Reh ist dagegen beim Treiben der Ricke oder beim Vertreiben eines anderen Männchens häufig ein keuchendes, pfeifendes Schnauben zu hören.

### Fortbewegung

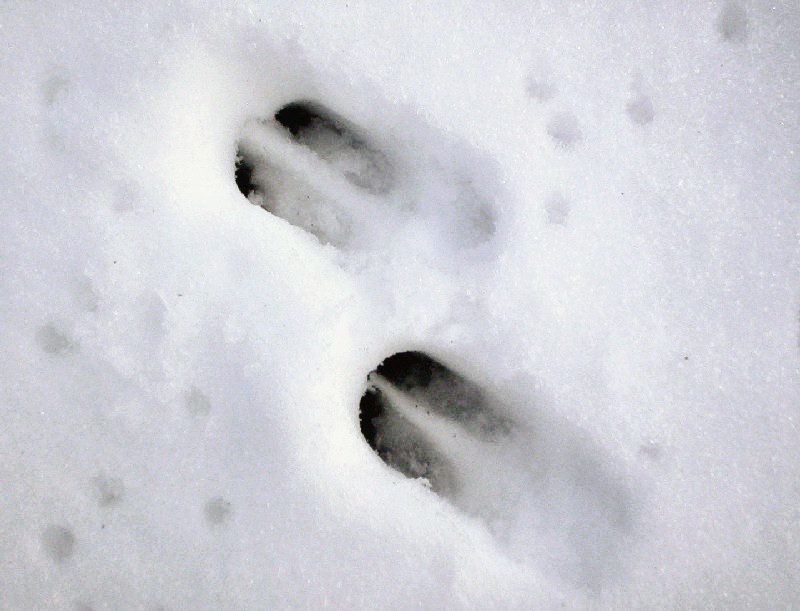
Rehspur im Schnee

Das Reh verfügt über drei verschiedene Gangarten. Im Schritt setzt es die Läufe links hinten, links vorn, rechts hinten und rechts vorn auf. Dabei tritt es mit dem Hinterlauf annähernd in die Trittspur des Vorderlaufs auf der gleichen Körperseite. Die Schrittlänge misst zwischen 35 und 45 Zentimeter. Der sogenannte Troll oder Trab ist ein etwas schnellerer Gang, bei dem jeweils zwei diagonale Läufe – also beispielsweise linker Vorder- und rechter Hinterlauf – gleichzeitig auf den Boden gesetzt werden. Rehe zeigen diese Gangart verhältnismäßig selten und nur über kurze Distanzen.
Die schnellste Gangart des Rehs ist der Galopp, der aus einzelnen Sprüngen besteht, bei denen beide Vorderläufe und beide Hinterläufe fast gleichzeitig auf den Boden gesetzt werden. Das Reh stößt sich unter Mitwirkung der Rückenmuskulatur beim Strecken der Hinterläufe vom Boden ab, bewegt sich dann mit geradem Rücken ohne Bodenberührung durch die Luft und fängt sich mit den Vorderläufen wieder auf. Mit stark gekrümmten Rücken werden dann die Hinterläufe noch vor den Trittspuren der Vorderläufe wieder aufgesetzt, die durchschnittliche Sprungweite liegt bei etwa vier Metern. Rehe sind als Sprinter nicht in der Lage, diese schnelle Gangart über längere Zeit aufrechtzuerhalten, da ihre Herz- und Lungenleistung dafür nicht ausreicht. Rehe sind gute Schwimmer und in der Lage, mehrere Kilometer breite Gewässer zu durchqueren.

## Verbreitung und Lebensraum

### Verbreitungsgebiet

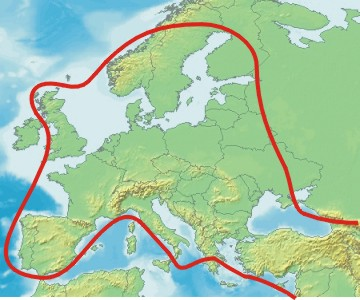
Verbreitungsgebiet des Europäischen Rehs

Das Europäische Reh kommt in fast ganz Europa sowie in Teilen Kleinasiens vor. Auf der Iberischen Halbinsel ist das Verbreitungsgebiet lückenhaft und auf Grund der klimatischen Gegebenheiten überwiegend auf Gebirge begrenzt. Rehe kommen unter anderem in den Pyrenäen, dem Kantabrischen und dem Iberischen Gebirge, den Montes de Toledo und in der Provinz Cádiz sowie in der Region um Málaga vor. Letztere gehört zu den südlichsten Verbreitungsgebieten des Rehs. Die südliche Verbreitungsgrenze verläuft weiter über der Südspitze Italiens, das Reh kommt nicht auf Sizilien und den übrigen westlichen Mittelmeerinseln vor. Auf dem Peloponnes ist das Reh zu Beginn des 20. Jahrhunderts ausgerottet worden, es ist aber noch am Olymp, auf der Chalkidike und einigen griechischen Inseln verbreitet. Zum Verbreitungsgebiet gehört außerdem der Norden Syriens, der Nordirak, Israel bis zum See Genezareth und Haifa sowie der Iran. Die Ostgrenze verläuft über Bulgarien und Rumänien, wo Rehe jeweils im gesamten Landesgebiet vorkommen, in nördlicher Richtung über Kropywnyzkyj, Dnipro, Borissoglebsk, Woronesch, Orjol, dem Westen Moskaus, dem Wolga-Stausee, dem Rybinsker Stausee, dem Westufer des Ladogasees entlang der Ostgrenze Finnlands. In Skandinavien liegt die nördliche Verbreitungsgrenze an der atlantischen Küste etwa am 65. Breitengrad, von den Ostseegebieten Schwedens zieht sich dann das Verbreitungsgebiet in einem schmalen Streifen östlich des Skandinavischen Gebirges bis hin zum Polarkreis. Auf Irland leben keine Rehe, dagegen ist das Reh in Schottland und Teilen Englands weit verbreitet. Außerhalb seines natürlichen Verbreitungsgebietes ist das Reh bisher nur in Texas eingebürgert worden. Dort hat eine Arealvergrößerung bislang nicht stattgefunden.

### Lebensraum

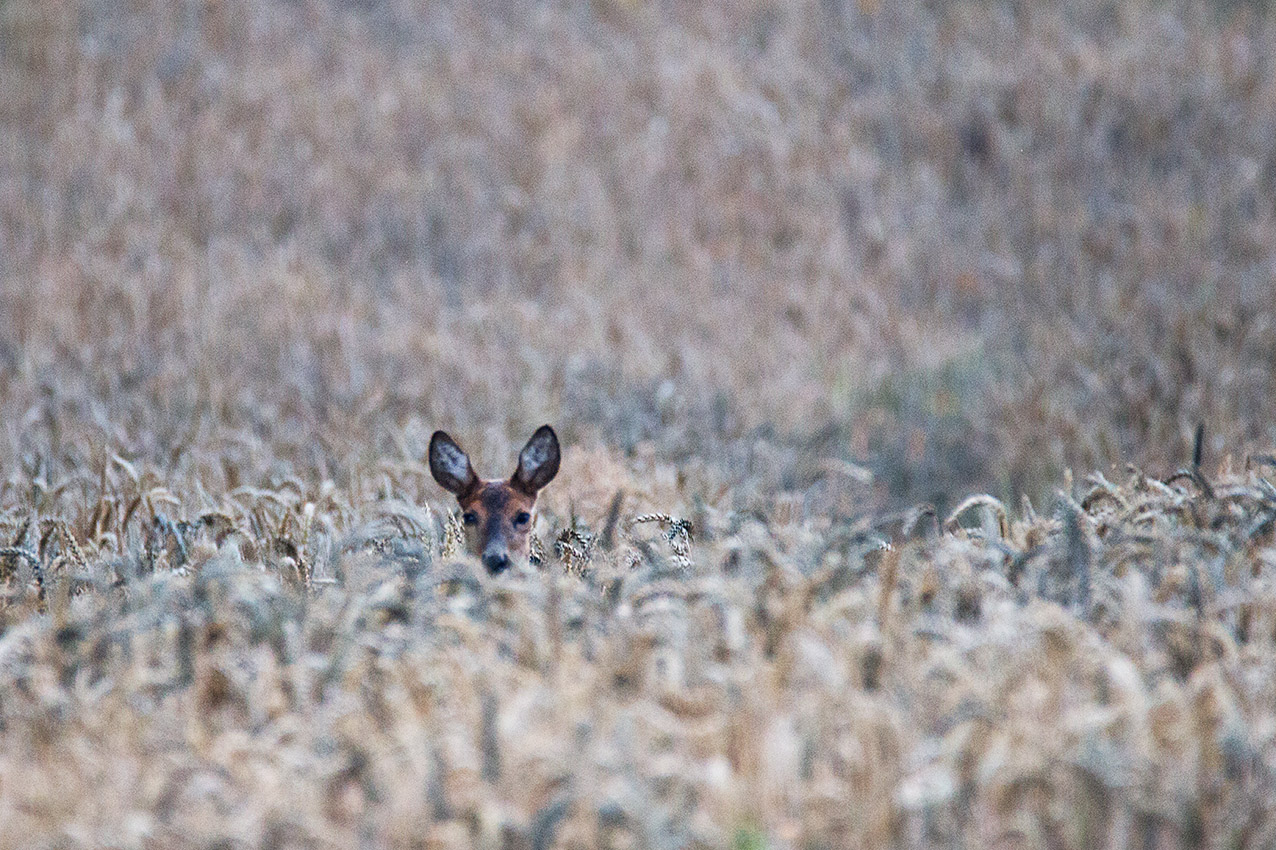
Reh im Roggenfeld

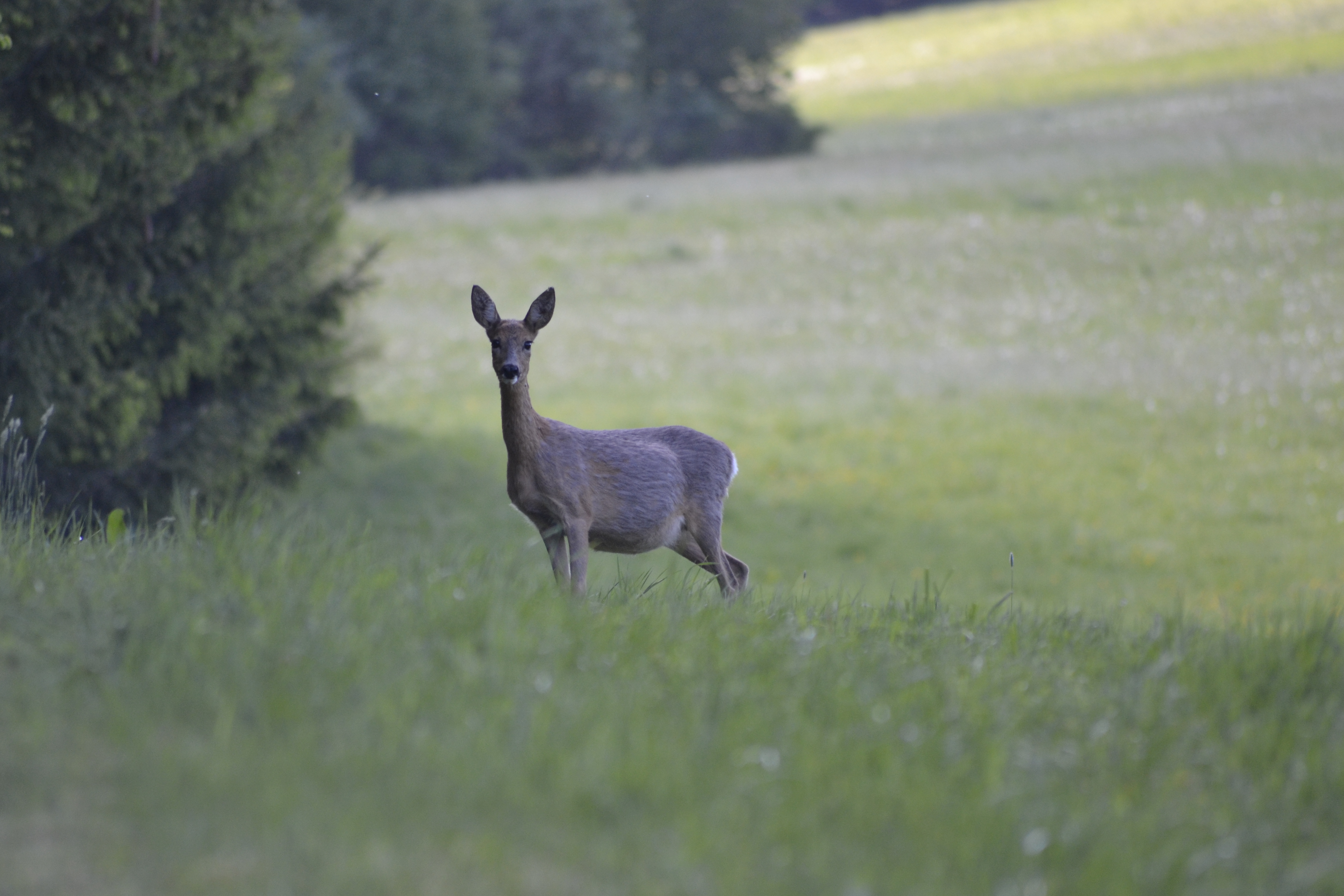
Beobachtendes Reh am Waldrand

In den Waldlandschaften Europas besiedelte das Reh Waldlichtungen, Waldrandzonen sowie andere, unterwuchsreiche und baumarme Lebensräume wie Auen, Deltas und Riede, die nicht in Waldlandschaften übergehen. Die heute von Agrarflächen durchzogenen oder umgebenen Waldgebiete bieten dem Reh deutlich mehr Lebensraum. Die Bestandsdichte liegt hier 10- bis 20-mal höher als in Waldgebieten, deren Baumbestand eine natürliche Altersstruktur aufweist. Optimale Rehhabitate bestehen aus einem engmaschigen Mosaik von forstlich und landwirtschaftlich genutzten Flächen, und weisen Dickungen, Althölzer, Wiesen sowie mit Sträuchern und Kräutern bewachsene Schneisen und Wegränder auf.
Die Höhenverbreitung reicht von der Tiefebene bis in alpine Höhenlagen von 3.000 Metern. Allerdings ist das Reh in hochalpinen Regionen oberhalb der Baumgrenze und in offenem Grasland selten. Regionen mit strengen Wintern und hohen, lang andauernden Schneelagen sind für Rehe wenig geeignet, da sie sich in hohem Schnee nur schlecht fortbewegen und an Nahrung gelangen können. Rehe überwintern in solchen Regionen auf zum Teil verhältnismäßig kleinräumigen Stellen, an denen sich auf Grund topographischer Merkmale weniger Schnee ansammelt. Rehe sind außerdem erfolgreiche Kulturfolger, die auch vom Menschen stark überformte Lebensräume besiedeln. Auf Grund ihrer verhältnismäßig geringen Größe genügen ihnen bereits kleine Waldreste oder Hecken als Deckung. Entsprechend besiedeln Rehe auch die offene Agrarsteppe. Es wird zwischen den Ökotypen Waldreh und Feldreh unterschieden. Während das Waldreh nach wie vor waldnahe Habitate besiedelt, ist das Feldreh in der deckungsarmen offenen Agrarlandschaft zuhause und hat seine Ernährung überwiegend auf Feldfrüchte umgestellt. Feldrehe kehren jedoch in die für sie optimale Waldrandzone zurück und ändern ihre Ernährungs- und Verhaltensweise, wenn die Rehbestandsdichte in diesen Zonen zurückgeht.
In Regionen mit hohem Damwild-, Sikahirsch- oder Rothirschbestand sind Rehe tendenziell seltener. Es liegen noch keine exakten Untersuchungen zum interspezifischen Verhalten von Rehen zu anderen Tierarten vor, doch verlassen Rehe bei sich näherndem Damwild die Äsungsflächen. Noch mehr Distanz halten Rehe zu Rotwild, auch hier scheint das Brunftverhalten von Rothirschen Rehe zu stark zu beunruhigen. In mehreren Regionen konnte ein Anstieg der Rehwildbestände nachgewiesen werden, wenn der Bestand an Rothirschen zurückging. Auch Sikahirsche verdrängen Rehe. Gegenüber Wildschweinen ist das Verhalten der Rehe unterschiedlich. Dort, wo Wildschweine häufig sind und auch am Tage ihre Einstände verlassen, suchen beide Arten gelegentlich auf denselben Flächen nach Nahrung. Dagegen reagieren Rehe in der Dämmerung und bei Dunkelheit auf Wildschweine mit einem sichernden Verhalten.

### Besiedlung neuer Lebensräume
Grundsätzlich sind Rehe bestrebt, in dem Lebensraum zu bleiben, in dem sie geboren wurden. Ab einer gewissen Bestandsdichte ist dies jedoch nicht mehr möglich. Entscheidend ist dabei die biotisch tragbare Wilddichte, d. h. die Bestandsdichte, bei der Körper-, Geweih- und Gewichtsentwicklung den genetisch und umweltbedingten Möglichkeiten entspricht. Sie liegt gewöhnlich deutlich unter der Futterkapazität eines Gebietes. Wird die biotisch tragbare Wilddichte überschritten, reagieren Rehe auf Grund des damit verbundenen Stresses mit Gewichtsverlust und Minderung ihrer Krankheitsresistenz. Eine Ausdehnung der Population in bislang rehwildfreie Räume setzt ein. Wo neuer Lebensraum nicht mehr zur Verfügung steht, setzt eine höhere Kitzsterblichkeit, geringere Befruchtungsrate und ein zugunsten der Männchen verschobenes Geschlechtsverhältnis ein.
Die Besiedlung neuer Regionen durch Rehe ist im Verlauf des 20. Jahrhunderts unter anderem auf dem Gebiet der Karstregion um Triest, auf neu entstandenen Poldern in den Niederlanden, der Insel Fehmarn sowie großflächigen Landwirtschaftsgebieten im ungarischen Theißgebiet genauer beobachtet und beschrieben worden. Als erstes erschließen sich konstitutionell starke ein- bis zweijährige Böcke einen neuen Lebensraum, weil sie weiter abwandern als dies bei gleichaltrigen Weibchen der Fall ist. Im neuen, konkurrenzarmen Gebiet können sich diese Böcke konditionell sehr stark entwickeln. Wenn sie im Winter auf der Suche nach Äsung ihren Aktionsraum vergrößern, begegnen sie im Randgebiet der etablierten Population auch anderen Rehsprüngen. Aus diesen Sprüngen folgen ihnen am Winterende einjährige Weibchen nach. Drei bis fünf Jahre nach der Erstbesiedelung wächst im neu besiedelten Bereich der Rehbestand stark an, weil die jungen, auf Grund des Äsungsangebotes konditionsstarken Weibchen viele Jungtiere großziehen. Die hier geborenen, konditionell starken jungen Böcke wandern ebenfalls in die Regionen ab, die weniger dicht oder noch nicht besiedelt sind. Abwanderungen über mehr als zwanzig Kilometer sind die Ausnahme, im Durchschnitt wandern die Rehe nicht weiter als ungefähr zwei Kilometer.

## Sozial- und Raumverhalten
Rehe halten sich innerhalb eines bestimmten, definierbaren Aktionsraums auf. Adulte Tiere sind dabei sehr standorttreu. Die Grenzen des Aktionsraums eines einzelnen Tieres oder eines Sprunges orientieren sich an bestehenden topographischen Linien wie beispielsweise Feldrändern, Böschungen, Wegen, Straßen und Hecken. Die Größe der Fläche schwankt nach Jahreszeit, Biotop, Äsungsangebot, Alter und Geschlecht der Tiere. In der Regel sind die Aktionsräume im Sommer kleiner als in den übrigen Jahreszeiten. Im Sommer leben Rehe einzeln, da sie als Selektierer in direkter Nahrungskonkurrenz zueinander stehen.
Innerhalb ihres Aktionsraumes bevorzugen Rehe solche Ruhezonen, die ihnen einen optimalen Überblick über die Umgebung erlauben. So finden sich Ruheplätze häufig an Hügelkuppenrändern oder Hangterrassen. Erhöhte Liegeplätze haben akustische Vorteile, da hier die Hörweite erhöht ist und sie sind stärker bewindet, so dass Rehe potentielle Störer auch schneller riechen. Da sie stärker dem Wind ausgesetzt sind, sind erhöhte Liegeplätze insbesondere bei warmem Wetter kühler. Gleichzeitig können Rehe auch optisch auf größere Distanz Feinde erkennen und sich durch kurze Fluchten einer Begegnung entziehen. In der Nähe von Straßen wird der Lagerplatz hingegen so gewählt, dass ein Sichtkontakt durch Ducken oder langsamen Rückzug gemieden werden kann.

### Territorialverhalten der Männchen

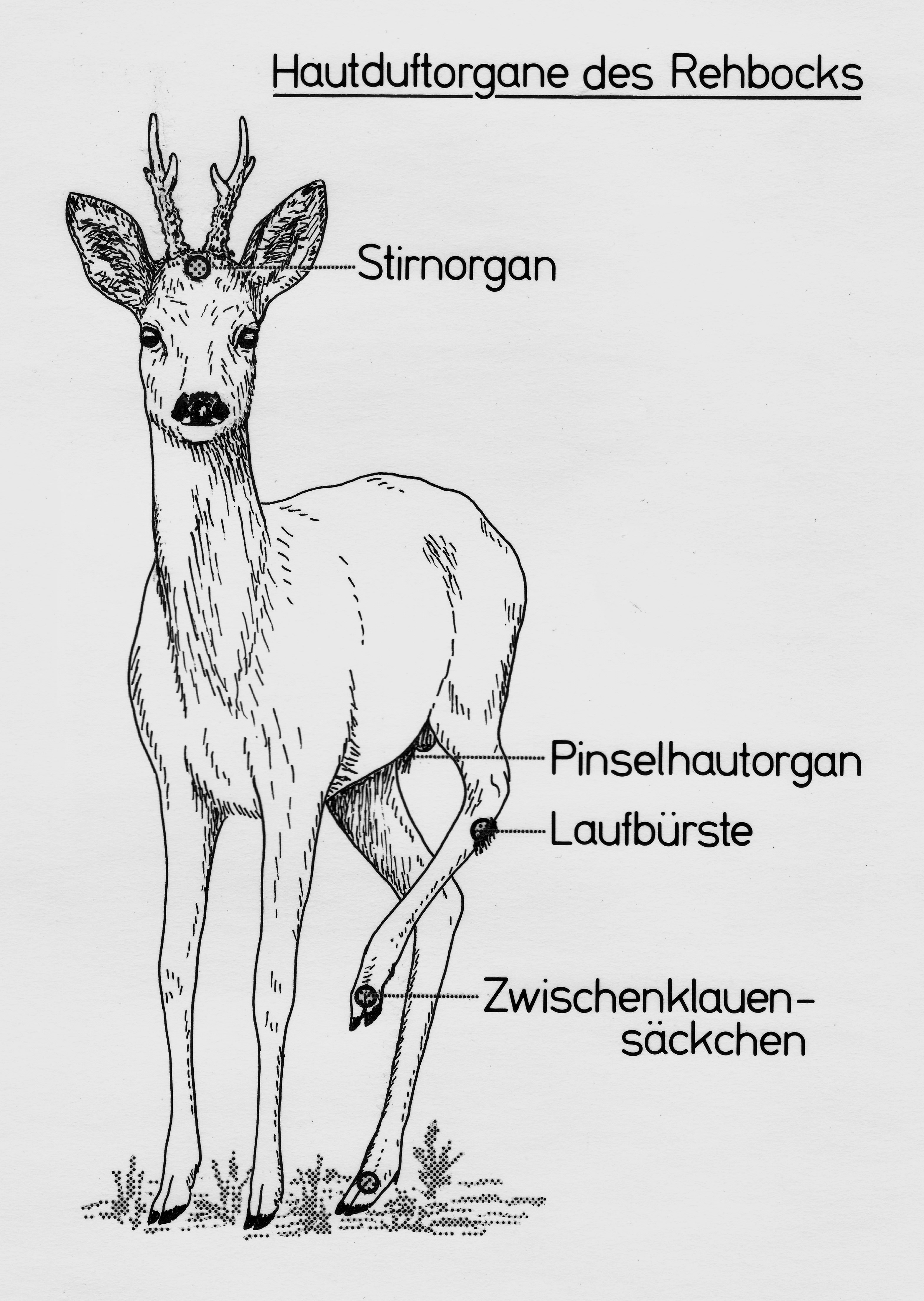
Der Reviermarkierung dienende Duftdrüsen des Rehbockes

Adulte Männchen besetzen in der Regel echte Territorien, die durch Sicht- und Duftmarkierungen abgegrenzt und zeitweilig gegen andere Böcke unduldsam verteidigt werden. Die Territorien überschneiden sich, wenn überhaupt, lediglich an ihren Grenzen. Sie werden häufig über mehrere, aufeinanderfolgende Jahre besetzt. Veränderungen der Vegetation beispielsweise auf Grund von Rodungen, Anpflanzungen oder Wechsel der landwirtschaftlichen Anbaumethoden führen in der Regel nicht dazu, dass ein einmal etabliertes Männchen seine Reviergrenzen verschiebt oder sein Revier aufgibt. Grundsätzlich besetzen in Gebieten mit einer geringen Rehdichte, wo etwa zwei bis vier Männchen auf 100 Hektar vorkommen, alle mehrjährigen Böcke ein Territorium. Mit dichter werdendem Bestand ist das Alter territorialer Männchen tendenziell höher, die Anzahl nichtterritorialer Männchen nimmt zu und die Größe von Bockterritorien nimmt gleichzeitig ab. Bei der Etablierung von Territorien spielen Alter, Aggression und Erfahrung, aber auch Zufall eine Rolle. Geweihvolumen oder Geweihendzahl sind dagegen ohne Bedeutung.
In Schottland betrug die Reviergröße in Regionen mit geringem Rehbestand bis zu 35 Hektar, in einem den Lebensraumansprüchen von Rehen sehr stark entsprechendem Waldgebiet im Norden Englands dagegen im Mittel nur 7,4 Hektar. Eine Größe von unter fünf Hektar scheint auch bei einer reichhaltigen Zufütterung nicht unterschritten zu werden. Rehböcke sind allerdings nicht überall territorial: Das gilt für Regionen mit einer sehr geringen Bestandsdichte an Rehen oder wenn zu viele Konkurrenten da sind, beispielsweise wenn sie in Gattern gehalten werden. Auch in hochalpinen Lebensräumen, wo sich die Aktionsräume vom Frühjahr bis in den Sommer bergwärts verschieben, gibt es eine nur angedeutete Territorialität der Böcke.
Junge, nichtterritoriale Böcke durchstreifen entweder die Territorien mehrerer adulter Böcke, halten sich in der Randzone zwischen zwei Territorien auf oder werden zu sogenannten „Satelliten-Böcken“, die auf Grund ihres nicht-aggressiven Verhaltens vom territorialen Bock in seinem Revier geduldet werden.

### Raumverhalten der Weibchen
Weibliche Rehe leben nicht territorial in dem Sinne, dass sie über längere Zeit ein Revier durch Markierung abgrenzen und ihre Artgenossen daraus vertreiben. Auf Grund der langen Prägungsphase der Jungen sind deren Mütter jedoch darauf angewiesen, während der ersten Wochen nach der Geburt einzelgängerisch einen kleinen Aktionsraum zu besetzen. Durch Drohen, Imponieren und Verjagen werden diese kleinen Aktionsräume gegen andere Weibchen verteidigt; sie passen ihre sogenannten Setzplätze an die jeweiligen Gegebenheiten an. Im Idealfall treffen an ihrem Setzplatz auf möglichst kleiner Fläche ein großes, leichtverdauliches und energiereiches Äsungsangebot, ausreichende Deckung sowie ein trockenes und warmes Mikroklima aufeinander. Solche Flächen können in den ersten Tagen nach der Geburt der Jungen weniger als ein Hektar groß sein, Weibchen dehnen danach die von ihnen genutzte Aufzuchtzone sukzessive aus.
Junge Weibchen wandern zwar gelegentlich ab, sie halten sich aber häufig im Nahbereich des mütterlichen Sommergebietes auf und schließen sich im Herbst wieder dem Muttertier und deren Kitzen an. Sie verbleiben häufig auch dann noch im Randbereich des Aktivitätsraums des Muttertiers, wenn sie selbst Kitze führen. Verwandte Weibchen bewohnen daher ein Sippenrevier, das sich mit anderen Sippenrevieren nur wenig überschneidet. Diese Rickensippen bestehen aus zwei bis vier führenden Ricken mit den dazugehörigen Kitzen, Böcken und Schmalrehen. In der Regel bilden Ricken nur mit Angehörigen der gleichen Sippe gemeinsame Rudel. Jungen Weibchen gelingt nur selten der Anschluss an eine fremde Sippe. Dort wo man ihn beobachtet hat, fand er statt, weil sich junge Weibchen den territorialen Männchen angeschlossen hatte.

### Rudelbildung

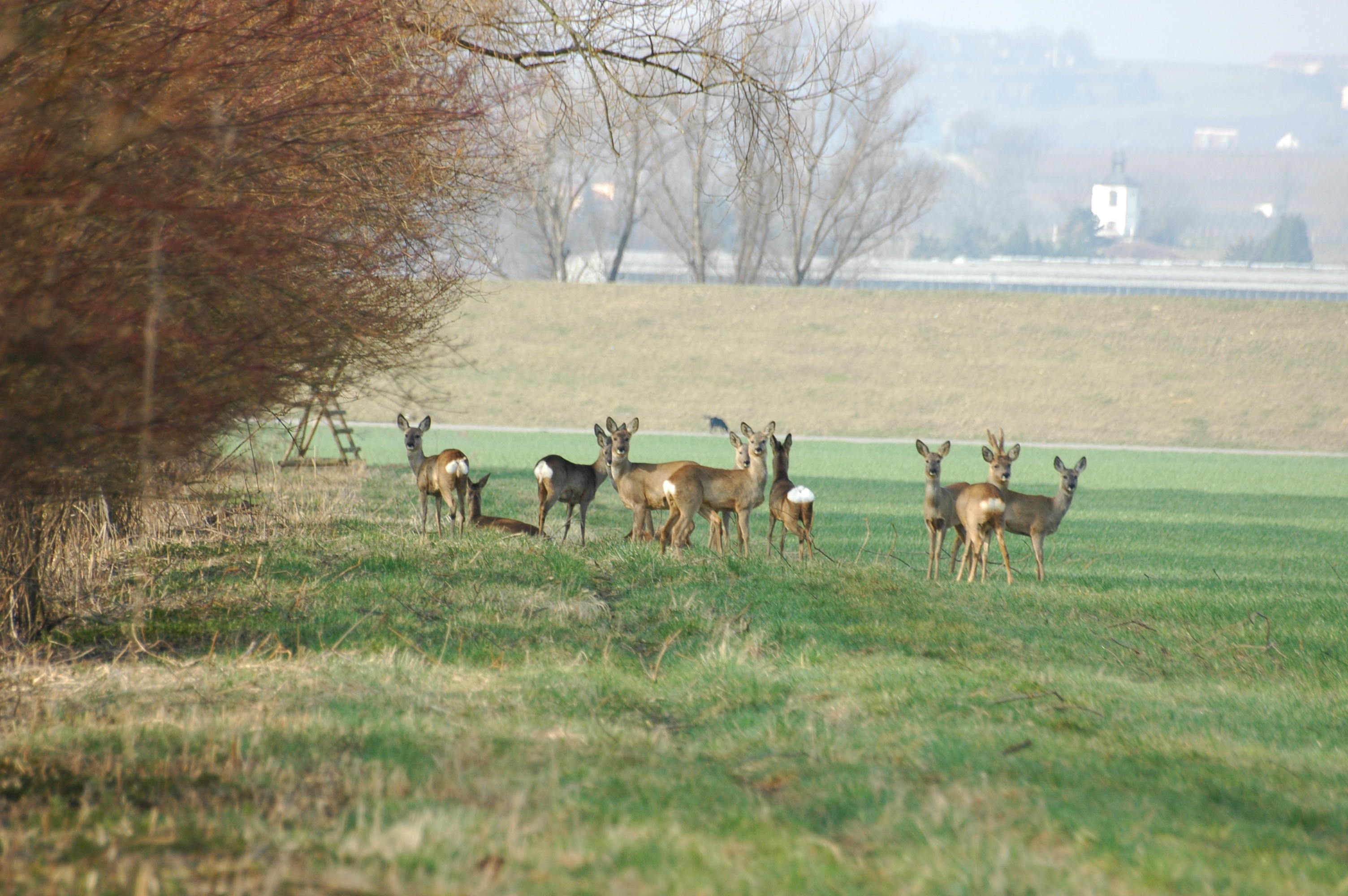
Ein Sprung Rehe

Rehwild schließt sich zu Beginn des Herbstes, wenn die Brunft abgeschlossen ist, zu Verbänden zusammen, die Sprünge genannt werden. Unter Sprung versteht man dabei eine Anzahl Rehe, die sich zur gleichen Zeit am gleichen Ort aufhalten, sich gleichzeitig in gleicher Richtung bewegen und Individualdistanzen von maximal 50 Meter einhalten. Die jahreszeitlich hohe innerartliche Verträglichkeit ist eine energiesparende Anpassung an das geringe, eiweißarme Nahrungsangebot im Winterhalbjahr.
Die Zusammensetzung und Größe von Rudeln sind abhängig von der Bestandsdichte, dem Geschlechterverhältnis, den Merkmalen des Lebensraums und dem Nahrungsangebot. In Waldrevieren mit geringer Bestandsdichte, viel Deckung und einem guten Nahrungsangebot sind die Rudel klein und bestehen häufig nur aus zwei bis vier Individuen. Rehe, die die offene Agrarlandschaft besiedeln, können dagegen deutlich größere Verbände bilden.
Ferdinand von Raesfeld spricht von einer fast zufällig wirkenden Zusammensetzung.
Rudel werden in den meisten Fällen von einer Ricke geführt, die mindestens ein Kitz hat. Sie bestimmt bei Störungen die Fluchtrichtung. Die Rudel beginnen sich im Spätwinter wieder aufzulösen, kurz vor der Geburt der Kitze im Mai ist diese Auflösungsphase abgeschlossen.

### Verhaltensanpassung der Feldrehe

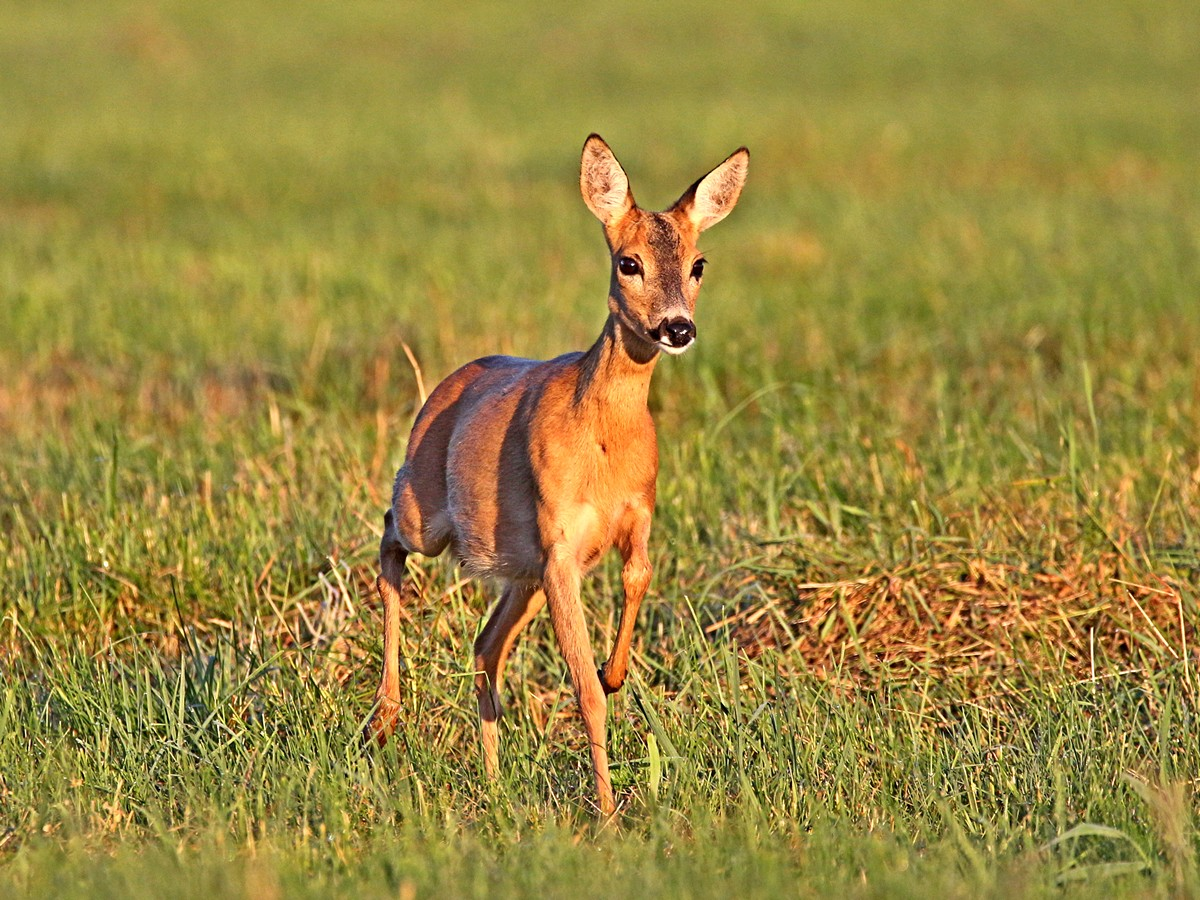
Junges Reh in Mecklenburg

Rehe kommen auch in der modernen Agrarlandschaft vor, in denen Wälder und Feldgehölze selten sind oder sogar ganz fehlen. Nach der Definition des Arbeitskreises Wildbiologie und Jagdwirtschaft werden Rehe als Feldrehe bezeichnet, wenn sie eine positive Verhaltensanpassung an diesen Lebensraum aufweisen: Sie haben Teile ihres Territorialverhaltens aufgegeben und flüchten bei Störungen nicht in den schützenden Busch oder Wald, sondern auf Distanz ins offene Feld. Dort halten sie sich überwiegend auf, statt täglich vom Wald ins Feld und zurück zu wechseln. Sie leben einen großen Teil des Jahres in Rudeln und zeigen vor allem im Winterhalbjahr ein Verhalten, das an die typischen Herdentiere der Steppenzone erinnert. Häufig umfassen solche Rudel 30 bis 40, in strengen und schneereichen Wintern sogar bis zu 100 Tiere. Die Tendenz, bei fehlender Deckung größere Gruppen zu bilden, kommt auch bei anderen Hirscharten vor, die sowohl Waldlandschaften als auch offene Gebiete bewohnen. Vergleichbare Beispiele sind Axishirsch, Sambar, Schweinshirsch und Weißwedelhirsch.
Feldrehe wurden erstmals in der ersten Hälfte des 20. Jahrhunderts auf polnischem Gebiet beobachtet. Das Autorenteam um Ferdinand von Raesfeld bezeichnete das später auch in anderen europäischen Regionen beobachtete Verhalten dieses Ökotyps als „eine erneute, erstaunliche Anpassung an veränderte Umweltbedingungen.“ Im Churer Rheintal kam man zu dem Schluss, dass in offenen Agrarlandschaften vorkommende Rehe nicht in geschlossenen Gruppen oder Sippen leben, sondern ortsabhängige Beziehungen zu vielen Individuen im selben Raum eingehen. Dies erlaubt Rehen, die stark schwankenden Ressourcen in intensiv genutzten Agrarlandschaften bestmöglich auszunutzen. Insbesondere im Winter halten sich Feldrehe den ganzen Tag auf fast deckungslosen, aber durch Wintergetreide und Zwischensaat äsungsreichen Flächen auf. Sie sind leicht auszumachen, durch die große Gruppe werden nahende Feinde jedoch früh bemerkt. Für das einzelne Mitglied einer großen Gruppe sinkt die Wahrscheinlichkeit, von einem Fressfeind gegriffen zu werden. Individuen eines großen Rudels wenden entsprechend nur halb so viel Zeit auf das Beobachten ihrer Umgebung auf, wie allein oder paarweise lebende Rehe.
Mehr als bei Waldrehen spielt das Sehvermögen im Verhalten der Feldrehe eine Rolle. Die Angehörigen eines Sprungs nehmen beim Ruhen grundsätzlich entgegengesetzte Positionen ein, die einen Rundumblick gewährleisten. Wird ein Reh beunruhigt, steht es auf und spreizt die langen weißen Haare des Spiegels nach außen, so dass sich der Spiegel auf mehr als das Doppelte vergrößert. In der Nähe befindliche andere Rehe werden dadurch auf die Störung aufmerksam und beginnen gleichfalls zu sichern. Die Flucht eines einzelnen Rehes löst die Flucht des ganzen Rudels aus und kann sich sogar auf benachbarte Rudel übertragen. Die Fluchtdistanz von Feldrehen ist hoch. Untersuchte Bestände reagierten in 50 Prozent der Fälle schon auf 800 Meter Entfernung auf Störungen und flohen dann über eine Distanz von durchschnittlich 400 Metern. Diese hohe Fluchtdistanz kompensiert die fehlende Deckung. Im Frühjahr, wenn durch die höher gewachsenen Feldkulturen mehr Deckung vorhanden ist, zerfallen die Rudel, allerdings später als in Waldregionen. Zur Geburts- und Paarungszeit nehmen die Tiere feste Territorien ein, die aber tendenziell größer als bei waldlebenden Rehen sind. Es fehlen bei den Männchen die typischen Einstandskämpfe mit Drohgebärden und Verfolgungsjagden. Vermutet wird, dass die männlichen Mitglieder eines Rudels ihren Rang in der Hierarchie durch das ständige Zusammenleben genau kennen.

## Nahrung und Nahrungserwerb

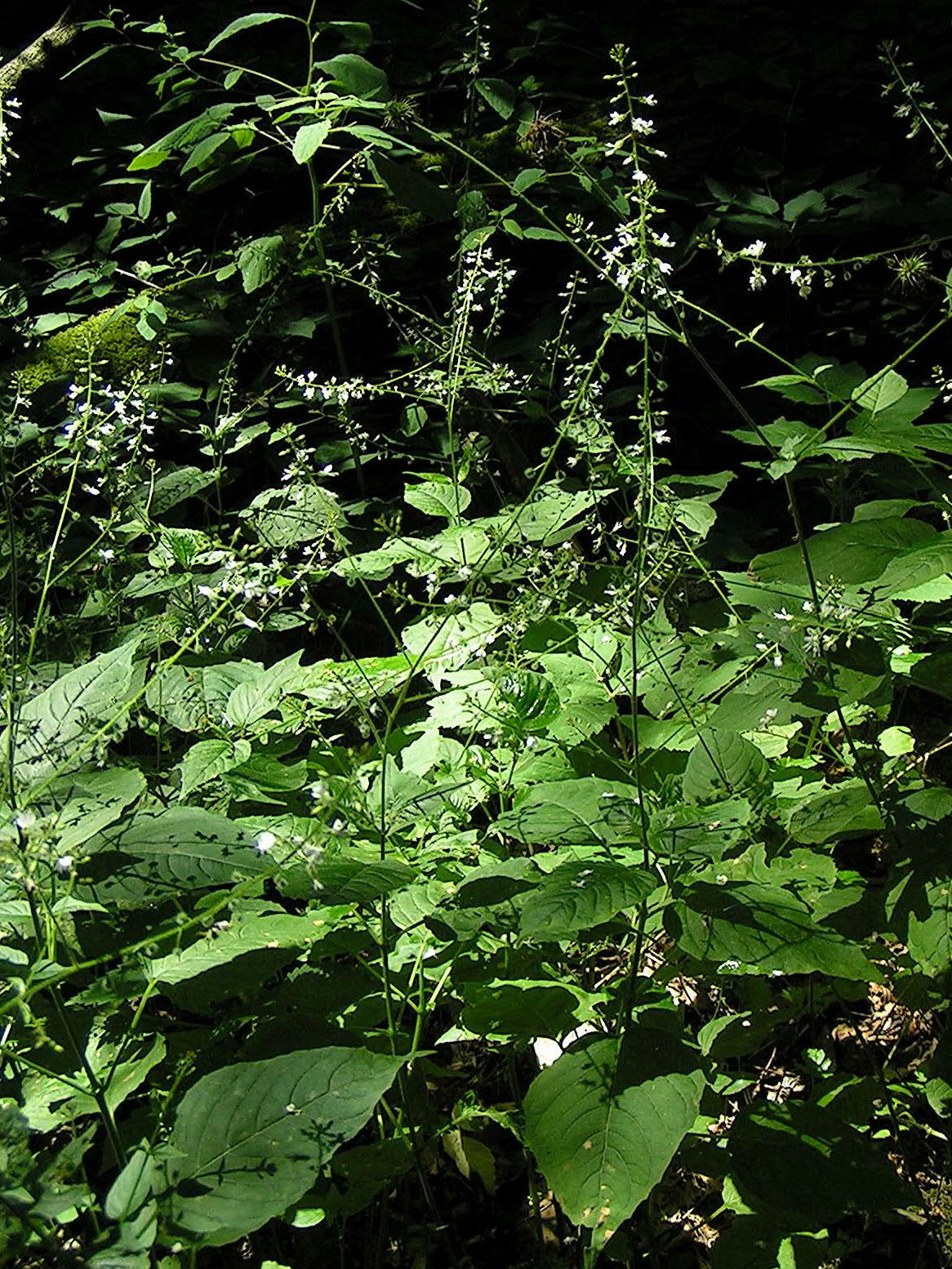
Großes Hexenkraut, eine von Rehen gern gefressene Pflanze

Rehe sind Wiederkäuer, allerdings haben sie gemessen an ihrer Körpergröße einen verhältnismäßig kleinen Pansen mit geringem Füllungsgrad. Sie verfügen außerdem nur über zwei statt der für Wiederkäuer so charakteristischen drei Blindsäcke. Dafür ist aber die Pansenschleimhaut dichter mit Pansenzotten besetzt als dies bei vielen anderen wiederkäuenden Huftieren der Fall ist. Dies vergrößert die Gesamtoberfläche des Pansens und damit die dem Blutkreislauf pro Zeitspanne zugeführte Stoffmenge. Rehe werden als „Selektierer“ bezeichnet, da sie leicht verdauliche Nahrung bevorzugen. In der Schweiz sind besonders weitgehende Studien zum Äsungsverhalten von Rehen vorgenommen worden. Dort konnten fünf Äsungsperioden unterschieden werden:
- Gräser und Knospen von Mitte März bis Ende April
- Laubtriebe und einkeimblättrige Kräuter von Anfang Mai bis Ende Juni
- Zweikeimblättrige Kräuter und Laubtriebe von Mitte Juni bis Mitte Oktober. In dieser Zeit ist die Zahl der als Futterpflanzen generell in Frage kommenden Arten am größten und umfasst rund 134 verschiedene Arten.
- Schachtelhalme, Farne und Bärlappgewächse sowie Knospen und Brombeeren von Mitte Oktober bis Mitte Dezember
- Gräser, Knospen und Brombeeren von Anfang Januar bis Mitte März.

Bevorzugt fressen Rehe die Pflanzenteile, die etwa 75 Zentimeter über dem Boden stehen, aber auch bis zu einer Höhe von 120 Zentimetern. Ein etwa 20 Kilogramm schweres Reh braucht zwischen zwei und vier Kilogramm Grünmasse für die Deckung seines täglichen Energiebedarfs. Bei natürlicher Futterzusammensetzung benötigt ein Reh außerdem etwa 1350 Milliliter Wasser je 10 Kilogramm Lebendgewicht. In der Regel enthält die natürliche Nahrung so viel Feuchtigkeit, dass es nicht zusätzlich trinken muss. Bei zunehmender Trockenheit sind Rehe jedoch regelmäßig an Wasserstellen zu beobachten.
Der Stoffwechsel von Rehen ist insbesondere an Rehböcken untersucht worden. Dabei ließen sich zwei Perioden im Jahr feststellen, in denen die Rehböcke besonders stark zunehmen. Diese Feistzeiten fallen in Mitteleuropa in den Zeitraum März bis Juli sowie von Anfang September bis Anfang November. Männchen nehmen in dieser Zeit bis zu 20 Prozent des Ausgangsgewichtes zu. Die im Frühjahr aufgebauten Reserven werden während der Brunft im Juli und August wieder abgebaut. Die im Herbst angelegten Reserven dienen der Überbrückung des Energiedefizits im Winter. Bei säugenden Weibchen und den heranwachsenden Jungen ist der Eiweißbedarf vor allem im Sommer sehr hoch. Säugende Muttertiere steigern ihre Energieaufnahme im Vergleich zu nichtsäugenden Tieren auf bis zu 150 Prozent.

### Nahrungspflanzen

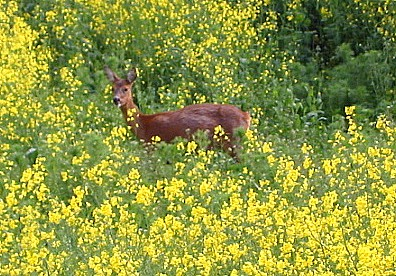
Reh im Raps

Rehe erkennen ihnen bekannte Pflanzen an Geruch und Geschmack, neue Nahrungspflanzen erschließen sie sich in der Regel nur allmählich. In Versuchsreihen hat man festgestellt, dass bei ausreichendem Ernährungszustand der Rehe zwischen der Aufnahme von zwei verschiedenen neuen Äsungspflanzen mindestens eine Wiederkäuperiode liegt. Ein möglicherweise auftretendes Unwohlsein wird mit der Äsungspflanze assoziiert und diese dann gemieden. Gewöhnlich imitiert ein Kitz das Muttertier in seinem Fressverhalten. Muttertiere griffen in Versuchsreihen Kitze sogar an, wenn diese etwas fressen wollten, was die Muttertiere nicht kannten.
Die Zusammensetzung der Nahrung eines Rehs ist abhängig vom Angebot und dem individuellen Geschmack, generell ist sie jedoch immer sehr vielfältig. Zu den Pflanzen, die Rehe besonders häufig fressen, gehören Heidelbeere, Großes Hexenkraut, Wald-Ziest, Gemeiner Hohlzahn, Efeu, Hainbuche, Besenheide, Roter Hartriegel, Gewöhnlicher Liguster und Gemeine Hasel. Untersuchungen zeigen aber, dass Rehe nicht überall die gleichen Pflanzen mit gleicher Vorliebe äsen. So fressen beispielsweise Rehe auf der Schwäbischen Alb sehr gerne Walderdbeeren, im Schweizer Mittelland dagegen weniger häufig. Sowohl auf der Schwäbischen Alb als auch im Schweizer Mittelland wird der Türkenbund so stark von Rehen verbissen, dass er dort nur selten blüht. Dagegen wird er auf den Muschelkalkböden westlich des Leinetals bei Göttingen wenig verbissen. Der Faulbaum wird in der Region um Krakau sehr stark von Rehen verbissen, in Deutschland gilt diese Baumart dagegen als verbissfest. Die meisten der von Rehen geschätzten Pflanzen sind stickstoffanzeigende und damit besonders eiweißreiche Pflanzen. Es gibt aber Ausnahmen wie beispielsweise den Stinkenden Storchschnabel, der arm an Nährstoffen ist und dessen Mineralstoffe in einem ungünstigen Verhältnis vorhanden sind. Diese stark duftende Pflanze wird jedoch überall, wo sie wächst, von Rehen stark verbissen, was ein Indiz ist, dass Duft- und Geschmacksstoffe den Verbissgrad wesentlich mitbestimmen. Gerbstoffreiche Pflanzen wie Walnuss, Blutwurz oder Fünffingerkraut oder mit Haaren gegen Verbiss geschützte Pflanzen wie Königskerze oder Große Brennnessel sowie besonders giftige Pflanzen wie Maiglöckchen, Seidelbast, Tollkirsche oder Roter Fingerhut werden vom Reh gemieden.
Rehe fressen auch auf landwirtschaftlichen Nutzflächen. Raps gehört zu den Nutzpflanzen, die besonders stark verbissen werden und spielt in intensiv genutzten Agrarlandschaften vor allem im Frühjahr eine große Rolle in der Ernährung der Rehe. Gerste wird dagegen nur als junge Pflanze gefressen, während die kurzgrannigen Weizen- und Hafersorten bevorzugt im Hochsommer gefressen werden. Daneben können durch Lagerstellen im Getreide Schäden entstehen. Generell wird jedoch davon ausgegangen, dass ein dem Lebensraum- und den Äsungsbedingungen angemessener Rehwildbestand keine nennenswerten Wildschäden im Felde anrichten. Anders ist es mit Waldschäden durch Knospenverbiss von Rehen.

### Waldschäden
Bei überhöhter Wilddichte ohne ausreichende Ernährungsgrundlage kann es zu einer deutlichen Verarmung der gesamten Waldflora kommen. Durch die in den letzten Jahren stark zunehmenden Rehbestände haben nach Einschätzung des Wildbiologen Fred Kurt die Verbissschäden „ein Ausmaß angenommen, dass ihre Wirkungen auf die Waldvegetation diejenige von Naturkatastrophen annehmen.“ Zu Verbiss kommt es unter anderem an für die Waldverjüngung wichtigen Baumarten wie Fichte, Buche, Tanne und Edellaubhölzer. Verbissschäden können in folgende drei Kategorien unterschieden werden:
- Die Verminderung der Naturverjüngung des Waldes durch Verbiss von Keimlingen und jungen Forstpflanzen
- Die Entmischung des Waldbestandes durch selektiven Verbiss der vom Reh bevorzugten, aber nur in geringen Anteilen beigemischten Baumarten
- Die Wachstumshemmung durch Verbiss des Leittriebes und der Seitentriebe an mehrjährigen Forstpflanzen.
- Durch den Verbiss entstehende Verformungen und Beschädigungen der Stämmchen

In der Literatur zur Hege des Rehwildes nimmt die Minderung der Waldschäden breiten Raum ein. Die diskutierten Möglichkeiten konzentrieren sich auf eine Verringerung des Rehbestandes durch Abschuss zur Bestandsregulierung, verbissreduzierende Jagdtechniken und -strategien (Waldjagd statt Feldjagd, Schwerpunktjagd), Verhütungsmaßnahmen wie das Einzäunen von besonders schützenswerten Kulturen oder den Schutz von Einzelbäumen, sowie die Forderung nach einer wildgerechteren Waldwirtschaft. Letztere soll ausreichende natürliche Äsung sicherstellen. Auch mit Fütterung in vegetationsarmen Perioden wird versucht, den Verbissschäden entgegenzuwirken.
Neben dem Verbiss verursacht das Verfegen junger Bäume durch die Rehböcke Schäden, wodurch Schutzmaßnahmen erheblich aufwändiger werden, da der Schutzzeitraum 10 Jahre und mehr umfassen kann.

## Tagesablauf

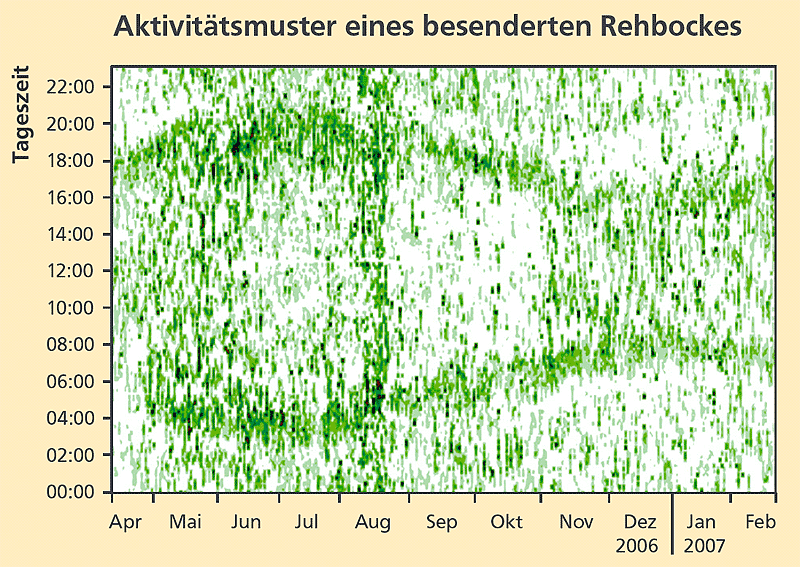
Typisches tägliches Aktivitätsmuster von Rehböcken im Nationalpark Bayerischer Wald und dessen Umfeld im Verlauf eines Jahres – man beachte die Aktivitätsspitzen während der Morgen- und Abendstunden sowie in der Brunftzeit Anfang/Mitte August

Das Reh gilt als ein ursprünglich tagaktives Tier, das während 24 Stunden zwischen acht und elf Äsungsperioden benötigt. Der Tagesablauf von Rehen ist entsprechend von Futtersuche, Äse und Wiederkäuen dominiert. Im Frühjahr und im Sommer verbringen Rehe je sechs Stunden pro Tag mit Fressen und Wiederkäuen. Weitere sechs Stunden ruhen sie, vier Stunden schlafen sie und zwei Stunden pro Tag wenden sie darauf auf, ihren Standort zu wechseln. Im Herbst und Winter wenden sie je eine Stunde mehr für Nahrungsaufnahme und Wiederkäuen auf, sie ruhen in dieser Zeit weniger, schlafen nur drei Stunden und ziehen drei Stunden in ihrem Revier umher.
Der hohe Anteil an Futtersuche, Fressen und Wiederkäuen im Tagesablauf des Rehes ist auf den niedrigen Nährwert der Nahrung zurückzuführen. Ein einzelner Äsungszyklus – Aufsuchen der Äsungsstelle, Fressen und Wiederkäuen – dauert durchschnittlich etwa zwei Stunden. In waldreichen Gebieten des nördlichen Schweizer Mittellandes fielen die Höhepunkte der einzelnen Äsungszyklen auf 5:30 h, 9:00 h, 10:30 h, 12:00 h, 13:45 h, 15:00 h, 18:00 h, 21:00 h, 23:30 h, 1:00 h und 3:00 h. Die Äsungszyklen verschieben sich bei Störungen, es steigt die Wahrscheinlichkeit, dass Rehe durch Äsen an Bäumen Wildschäden im Wald verursachen, da sie dann seltener auf freie Flächen hinaustreten, sondern an Bäumen fressen. Rehe, die während des Tages häufig durch Menschen beunruhigt werden, werden außerdem zunehmend nachtaktiver. Rehe nutzen vor allem mondhelle Nächte. Nach solchen Nächten sind tagsüber deutlich weniger Rehe fressend zu sehen. Neben Störungen durch Menschen bewirken auch hohe Schneedecken, Regenwetter oder starker Wind, dass Rehe auf Äsungszyklen verzichten.
Ein Reh, das sich zum Ruhen niederlassen will, scharrt mit den Vorderläufen zunächst ein Lager. Dann lässt es sich auf die Vorderfußwurzeln nieder, setzt sich auf den rechten oder linken Oberschenkel und schlägt die Vorderläufe um. Es liegt immer nur ein Vorder- oder Hinterlauf einer Seite unter dem Körper. In dieser Körperhaltung käut das Reh wieder, döst oder schläft. Beim Dösen bleibt der Kopf hoch erhoben, gelegentlich käuen sie im Dösen sogar wieder. Fester Schlaf ist auf wenige kurze Perioden im Tagesrhythmus beschränkt, die unregelmäßig eintreten. Die Augen sind dann geschlossen, der Kopf liegt entweder auf dem Boden oder auf der Flanke zwischen Rumpf und Hinterläufen. Während des Schlafes werden Gerüche oder leise Geräusche nicht wahrgenommen. Nach dem Ruhen oder Schlafen aufstehende Rehe strecken sich zunächst, flehmen dabei gelegentlich und kratzen sich mit den Schalen des Hinterlaufs. Sie belecken sich und wechseln dann zum Äsungsplatz. Anders als der Rothirsch suhlt das Reh nicht.

## Jahresverlauf

Jahresverlauf des Reh(bocke)s. Fegen und Abwurf beziehen sich auf das Geweih

### Paarungszeit
Zu kämpferischen Auseinandersetzungen zwischen Männchen kann es das ganze Jahr über kommen. Nach der Brunft und im Winterhalbjahr begrenzen sich die Kampfhandlungen gewöhnlich auf Drohen, Imponieren und Verjagen. Besonders intensiv sind die Kämpfe im Mai, wenn das Imponier- und Drohverhalten über Minuten dauert und Jagden über mehrere hundert Meter erfolgen. Böcke nehmen sich in der Regel auf eine Distanz von 30 bis 300 Meter wahr und reagieren darauf zunächst mit Sichern, dabei ist das Haupt erhoben, die Ohren nach vorne geöffnet und häufig auch ein Vorderlauf angewinkelt. Die beiden Böcke nähern sich dann auf fünf bis zehn Meter und drohen und imponieren dann erneut. Der Hals ragt beim Imponieren senkrecht nach oben, der Kopf ist zur Seite gewendet und die Ohren sind nach hinten gelegt. Beim Drohen dagegen grätscht der Bock die Beine, senkt den Kopf und stößt mit dem Geweih in Richtung seines Rivalen. Dies ist häufig von einem Scharren mit einem der Vorderläufe begleitet (sogenanntes Plätzen). Zum Drohen gehört auch ein heftiges Schlagen auf den Boden mit einem der Hinterläufe. Gleich starke Männchen jagen dann unvermittelt über eine Strecke von 20 bis 80 Meter nebeneinanderher und beginnen dann erneut mit Drohen und Imponieren.
Vor dem eigentlichen Kampf schreiten die Männchen im Stechschritt aufeinander zu, dabei schlagen sie erneut mit den Hinterbeinen auf den Boden. Sobald die beiden Gegner unmittelbar frontal gegenüberstehen, senken sie gleichzeitig die Köpfe und der eigentliche Stoßkampf beginnt. Es handelt sich bei der Kampfhandlung nicht um einen Beschädigungskampf, sondern um einen Kommentkampf, der nach ritualisierten Verhaltenssequenzen abläuft. Bei gleich starken Gegnern kommt es häufig zu einem kreisförmigen Drehen. Der stärkere Bock ist häufig erst nach mehreren Anläufen ermittelt; auf das Drohen des Stärkeren verharrt der Verlierer kurz in Demutsstellung, dabei ist der Hals waagrecht gehalten und die Ohren nach vorne gewendet. Danach flüchtet er.
Tödliche Kampfausgänge kommen gelegentlich vor. Es gibt Rehböcke, die sich atypisch verhalten und ihren Gegner von der Seite angreifen (sogenanntes Forkeln). Gelegentlich unterscheiden sich die Geweihe der beiden kämpfenden Männchen so stark, dass sie sich nicht miteinander verhängen, sondern direkt auf die Stirn des Gegners auftreffen. Beim Zustoßen kann dann die Schädeldecke durchdrungen werden.
Die eigentliche Paarungszeit findet in Mitteleuropa etwa von Anfang Juli bis ins zweite Drittel des August statt, sie beginnt nach milden Wintern tendenziell früher als nach langen und kalten. Die letzten Wochen der Brunftzeit werden auch als Blattzeit bezeichnet, weil dann die meisten Weibchen gedeckt sind und sich Männchen von Jägern durch „Blatten“, das Nachahmen des Fiepens brunftiger Ricken, anlocken lassen. Die Paarungszeit der Weibchen ist im Gegensatz zu den Männchen kurz und dauert nur jeweils etwa vier Tage. Generell sind ältere und konditionell starke Weibchen früher als junge und schwächere paarungsbereit. Bei älteren Ricken beginnt der Brunftzeitraum etwa 67 Tage nach der Geburt ihres Kitzes.
Rehböcke werden durch Geruchswahrnehmung auf paarungsbereite Ricken aufmerksam und folgen gewöhnlich bis in die unmittelbare Nähe ihrer Spur. Eine Ricke reagiert auf einen sich nähernden Bock gewöhnlich mit einer Flucht von durchschnittlich 500 Metern, der Bock folgt ihr dabei. In der Vorbrunft kann dieses sogenannte Treiben über Stunden und sogar Tage gehen. Erst wenn die Ricke empfangsbereit ist, bleibt sie bei einem solchen Treiben plötzlich abrupt stehen. Der aufschließende Bock beriecht und beleckt darauf die Ricke. Mit gesenktem Kopf frontal oder lateral vor dem Bock stehend fordert die Ricke ihn dann zur Paarung auf, läuft dabei langsam weiter, wobei der Bock ihr mit langgestrecktem Hals und Kopf folgt. Der Bock imponiert erneut und reitet dann zur Paarung auf. Ricken in einer körperlich nicht guten Verfassung unterbrechen häufig das Brunftvorspiel, indem sie sich nur über eine kurze Distanz verfolgen lassen und sich dann niederlegen. Auch der Bock bricht gelegentlich das Brunftvorspiel ab, wenn die Ricke nicht alle zum Paarungsverhalten gehörenden Verhaltenssequenzen zeigt.
Böcke verlieren in der Brunft auf Grund des heftigen Treibens der Ricke und der häufig langen Suche nach brunftigen Ricken erheblich an Körpergewicht. Generell verpaaren sie sich nur mit sehr wenigen Ricken, meist bleiben sie während der vier Tage, die die Brunft einer Ricke dauert, in ihrer Nähe. Nur in Gebieten, in denen es an Böcken mangelt, werden mehrere Ricken von einem Bock abwechselnd getrieben und beschlagen.

### Geburt

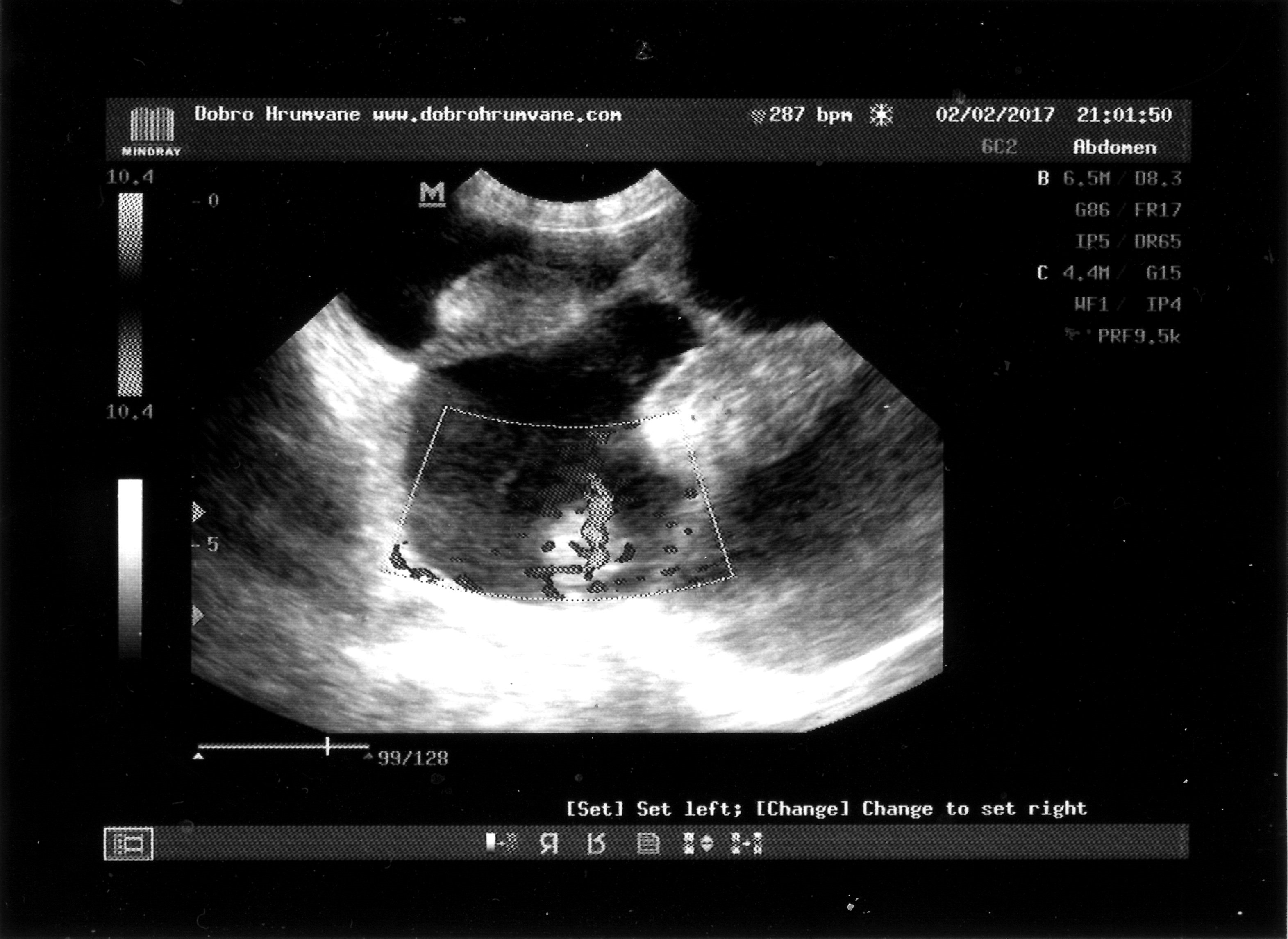
Ultraschallbild der Gebärmutter einer tragenden Ricke

Bei Rehen kommt es im Gegensatz zu anderen Hirscharten zur Keimruhe. Das befruchtete Ei entwickelt sich erst ab Dezember und führt in Mitteleuropa zur Geburt der Jungtiere (Kitze) vorwiegend im Mai und Juni des folgenden Jahres. Etwa 80 Prozent der Kitze werden in einem Zeitraum von 20 bis 30 Tagen geboren, die Gesamttragezeit beträgt durchschnittlich 290 Tage oder 9,5 Monate. Beobachtungen der Setzzeiten im Donautal bei Ingolstadt und in der Kochelsee-Niederung in den 1970er Jahren haben gezeigt, dass Weibchen ihre Kitze in späten Frühjahren auch entsprechend später gebären. Daraus schließt man, dass Rehe in der Lage sind, ihre Tragezeit äsungsabhängig so zu steuern, dass die Geburt der Kitze in die günstigste Zeit fällt. Die Fähigkeit zur Keimruhe scheint unter Huftieren eine einzigartige Anpassung zu sein. Sie ermöglicht es, dass Brunft und Säugezeit zeitlich zusammenfallen und in einer Jahreszeit stattfinden, in der ein großes und qualitativ hochwertiges Futterangebot besteht.
Kurz vor der Geburt sucht das Weibchen einen Geburtsplatz aus, meist eine wenig bewachsene Stelle in der Nähe guter Dickungen. In Heugraswiesen sind das etwa zwei Quadratmeter große Flächen, in denen die Ricken das Gras niedergewälzt haben. Während des Geburtsvorgangs liegen die Ricken auf der Seite, nur selten stehen sie mit gegrätschten, leicht angewinkelten Hinterläufen. Die Länge des Geburtsvorgangs hängt von der Anzahl der Kitze ab, in der Regel umfasst er zwischen vier und fünf Stunden und ist damit im Vergleich zu anderen Huftieren verhältnismäßig lang. Das Weibchen bringt zwischen einem und vier Junge zur Welt. Von 573 in der Region Bern beobachteten Ricken brachten 224 ein einzelnes Kitz, 306 Zwillinge, 41 Drillinge und zwei Vierlinge zur Welt. Die Zahl der Kitze je Geburt ist abhängig vom Alter der Ricke und ihrer körperlichen Verfassung. Unmittelbar nach der Geburt versuchen sich die Kitze aus der Embryonalhülle zu befreien und geben nach drei bis zehn Minuten leise, hohe Kontaktlaute ab. Das Muttertier versucht darauf, das Neugeborene durch Lecken zu säubern. Es reinigt auch die Pflanzen und Bodenteile von Blut, Embryonalhülle und Nachgeburt, wodurch die Witterungsspuren vom Setzen und vom Neugeborenen verschwinden. Bereits sechs bis zwanzig Minuten nach der Geburt beginnen Rehkitze mit ihren ersten Stehversuchen. Gewöhnlich kann ein Kitz eine halbe bis anderthalb Stunden nach der Geburt stehen, nach einer bis drei Stunden versucht es die ersten Schritte. Nach zwei Tagen kann ein Kitz die Läufe koordinieren, allerdings erst nach drei bis vier Tagen auch galoppieren. Das Sehvermögen ist in den ersten zwei Stunden schlecht, in dieser Zeit erfolgt eine Orientierung nach dem Gehör.

### Prägungsphase
Etwa drei bis vier Wochen bleiben Rehkitze in der Deckung zurück, während das Muttertier äst und zum Säugen des Kitzes zurückkehrt. Das Kitz liegt dabei meistens in eingerollter Bauchlage am Boden. Das einzelne Kitz trifft die Wahl seines Liegeplatzes selbst und wird nur insofern vom Muttertier beeinflusst, als dieses versucht, solche Geburtsorte zu finden, die reichen Unterwuchs oder einen guten Sichtschutz von oben bieten. Das Abliegen ist eine Instinkthandlung der Kitze, bereits dreitägige Kitze wären in der Lage, dem Muttertier über längere Strecken zu folgen. Das Verharren des Jungtiers an einer Stelle ist sowohl für das Mutter- als auch das Jungtier energetisch sinnvoll. Ricken, deren Kitze aktiv waren, sichern mehr und fressen weniger. Ruhende Kitze verbrauchen wenig von der aufgenommenen Nahrung für Bewegung und haben entsprechend ein höheres Wachstum. Gleichzeitig ist das Verharren in der Deckung die bestmögliche Anpassung an einen hohen Druck durch Prädatoren.
Als Liegeplätze wählen Kitze Stellen unter Büschen mit tiefhängenden Ästen oder Zonen mit 30 bis 60 Zentimeter hoher Vegetation. Diese Liegeplätze wechseln täglich, durchschnittlich befindet sich der nächste Liegeplatz zwischen 100 und 200 Meter vom alten entfernt. Die Kitze eines Muttertiers suchen keine gemeinsamen Liegeplätze auf, sondern befinden sich spätestens einen Tag nach der Geburt meist zwanzig bis achtzig Meter voneinander entfernt in der Deckung. Die Distanz kann in den ersten Lebenstagen sogar noch größer werden. Kitze, die über längere Zeit nicht gesäugt wurden, beginnen leise Fiii-Laute von sich zu geben. Diese Kontaktlaute steigern sich allmählich zu einem zweisilbigen Fiii-ie, das das Kitz in Extremfällen 30 bis 40 Mal von sich gibt. Ein schriller, heller Fieplaut ist der Alarmruf oder Angstschrei des Kitzes, der bei dem Muttertier in der Regel ein Herbeieilen auslöst. Ricken verteidigen ihre Kitze durch Vorderlaufschläge unter anderem gegen Katzen, Füchse, Hunde und gegebenenfalls auch Menschen. Auf Störungen wie rasche Bewegungen in ihrer Nähe, Lärm oder fremden Geruch hin verharren Kitze starr an den Boden gepresst. Die Läufe sind dabei angewinkelt, der gestreckte Hals wird auf den Boden gepresst. Ein Fluchtverhalten – beispielsweise vor Mähmaschinen – setzt erst im Alter von drei bis vier Wochen ein. Danach lösen nur noch sehr hohe Feindreize ein Sich-an-den-Boden-Drücken aus. Beobachtet wurde es beispielsweise bei deutlich älteren Tieren, wenn diese vor sich nähernden Menschen nicht mehr flüchten konnten.
Ricken nehmen bis in die dritte Woche nach der Geburt fremde Kitze an, wenn diese dem Alter ihrer eigenen Nachkommen entsprechen; umgekehrt können sich bis zu drei Wochen alte Kitze fremden Ricken anschließen. Solche Adoptionen kommen vor allem dann vor, wenn die Bestandsdichte sehr hoch ist und die Setzplätze der Ricken nicht weit auseinanderliegen. Aus Vertauschungsversuchen hat man geschlossen, dass der individuelle Geruch der Kitze in den ersten Lebenswochen eine untergeordnete Rolle spielt. Typisch für junge Kitze ist ein Geruch nach saurer Milch und Harn. Die Milch gelangt auf das Fell der Kitze, wenn sie sich nach dem Saugen belecken, da sie meist im Liegen harnen, ist ihr Fell außerdem mit Harn benetzt. Zwischen der dritten und fünften Woche endet die Prägungsphase zwischen Kitz und Muttertier, die nicht mehr rückgängig zu machen ist. Verglichen mit anderen Schalenwildarten findet diese Prägung sehr spät statt und der Prägungsprozess dauert sehr lange.

### Entwicklung ab einem Alter von vier Wochen

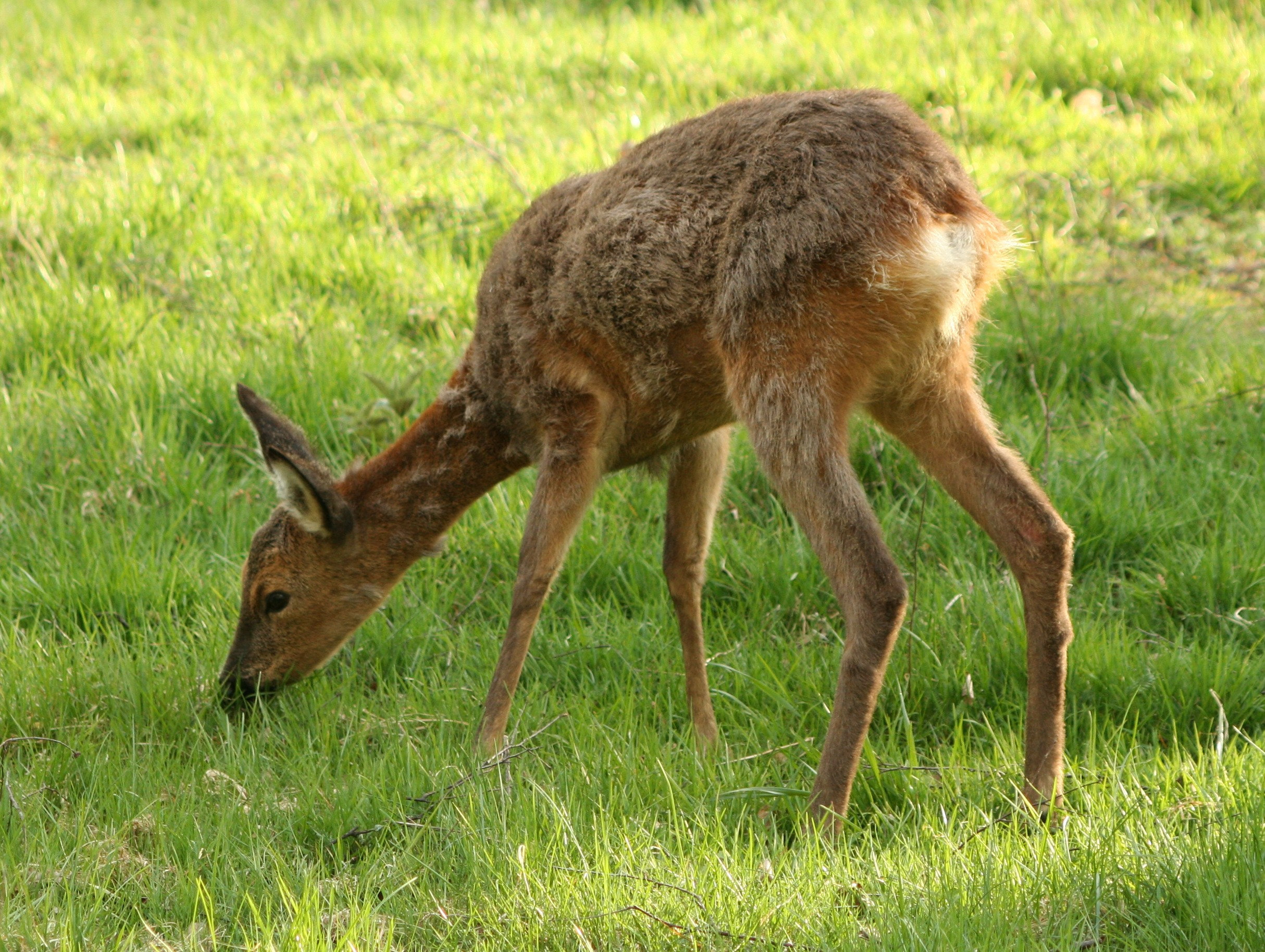
Fressendes Jungtier

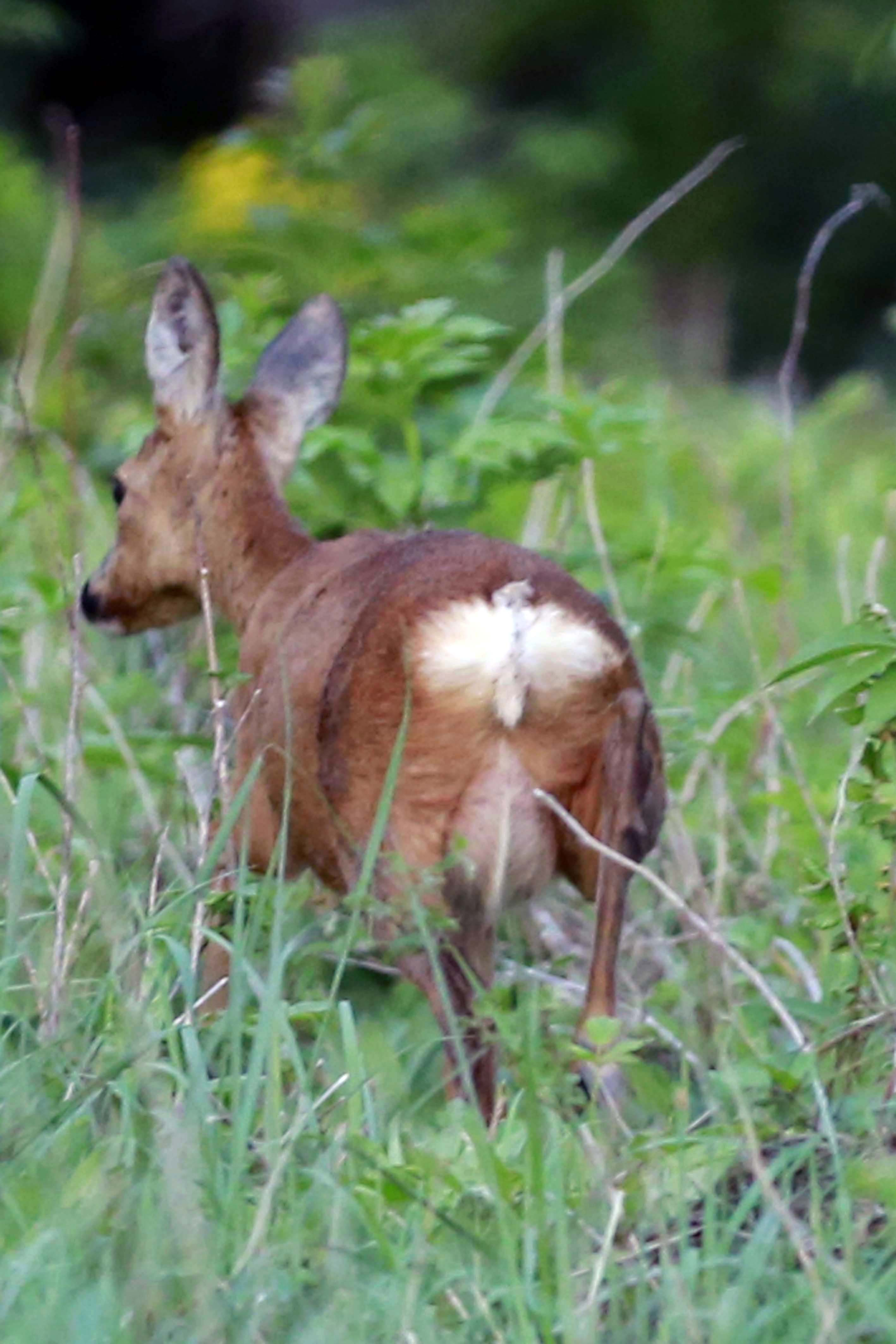
Ricke mit Gesäuge

Ab einem Alter von etwa vier Wochen beginnen Kitze ihre Mutter zu begleiten. Kitze halten sich dann möglichst nah beim Muttertier auf und bevorzugen seinen Windschatten, so dass sie es dauernd riechen können. Sie haben dann auch Kontakt zu ihren gleichaltrigen Geschwistern. In dieser Zeit vergrößert sich der Aktionsraum der Ricke und ihrer Kitze deutlich. Gleichzeitig verholzen viele Äspflanzen und die Nahrung wird schwerer verdaubar und eiweißärmer. In der Regel erlauben Weibchen nur noch ein zweimaliges Säugen am Tag. Die meisten Kitze stellen in einem Alter von zehn Wochen endgültig das Saugen ein.
Zwischen der vierten Lebenswoche und einem Alter von etwa sechs Monaten erlernen Rehkitze die meisten Elemente des Kampf-, Brunft- und Markierverhaltens in spielerischen Auseinandersetzen mit ihren gleichaltrigen Artgenossen. Dazu gehört unter anderem Imponier- und Demutsverhalten, Drohbewegungen gegenüber Artgenossen werden ab dem fünften oder sechsten Monat bereits mit Scharrbewegungen der Vorderläufe eingeleitet. In der Regel bilden die einzelnen Verhaltensmuster aber noch keine Verhaltenssequenzen, wie sie erwachsene Rehe während Auseinandersetzungen zeigen. Zwischen Mitte März und Mitte Mai zerfallen die Mutterfamilien. Männliche Junge trennen sich in der Regel früher von der Mutter als weibliche. Das Muttertier fordert seinen vorjährigen Nachwuchs in dieser Zeit nicht mehr auf, ihm nachzufolgen und zeigt vermehrt ein aggressives Verhalten gegenüber den älteren Jungtieren. Die Abwanderung der Jungtiere erfolgt in einer Zeit, in der das Äsungsangebot sehr gut ist. In der Regel finden die vorjährigen Jungtiere ein Übersommerungshabitat in einer Region, die weniger als fünf Kilometer von ihrem Geburtsort entfernt ist. Tendenziell wandern männliche Jungtiere weiter als weibliche.

### Gewichtsentwicklung

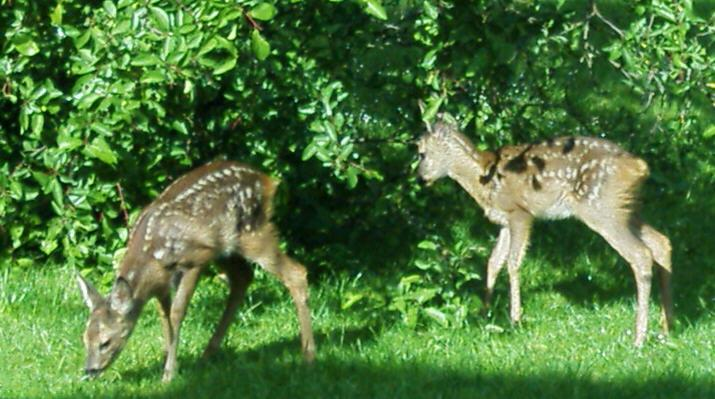
Rehkitze mit Fellzeichnung

Weibliche Jungen wiegen bei der Geburt zwischen 1.200 und 1.900 Gramm. Männliche Jungen sind etwas schwerer und wiegen zwischen 1.300 und 2.300 Gramm. Das Geburtsgewicht wird beeinflusst von dem Allgemeinzustand des Muttertiers, seinem Alter und der Anzahl der Geschwister: Einzelkitze sind grundsätzlich schwerer als Mehrlingskitze. Generell gebären außerdem ältere und stärkere Weibchen schwerere Junge. Bis zu dem Zeitpunkt, wenn sie sich von Milch- auf Pflanzennahrung umstellen, ist die Gewichtsentwicklung der Kitze von der Milchleistung der Mutter und von den vorherrschenden klimatischen Verhältnissen abhängig. Insbesondere feuchtkaltes Wetter verzögert die Gewichtszunahme der Kitze.
Während der Säugezeit nehmen Jungen täglich zwischen 74 und 207 Gramm zu. Ab der dritten Lebenswoche beginnen Kitze damit, selbst Grünfutter zu sich zu nehmen und stellen sich in der siebten bis zehnten Lebenswoche vollständig auf Pflanzennahrung um. Ab dann sinkt die tägliche Gewichtszunahme auf durchschnittlich 55 Gramm. Die Umstellung der Kitze auf Grünnahrung wird durch die Mutter gefördert. In Gefangenschaft gehaltene Kitze saugten bis in ein Alter von vier Wochen täglich neun bis elf Mal für je 30 Sekunden und nahmen dabei je rund 40 Milliliter Milch auf. Das entspricht einer täglichen Milchproduktion einer Ricke mit Drillingen von 1,2 Liter, was diese an den Rand ihrer physischen Leistungsfähigkeit bringt. Darauf weist auch hin, dass unter Gehegebedingungen die Muttertiere bei Verlust eines der Kitze ihre Nahrungsaufnahme unverzüglich reduzieren. Bereits ab dem vierten Lebenstag lassen Mütter ihre Kitze nicht mehr jederzeit saugen und weichen mit ruckartigen Schritten oder kleinen Fluchten aus.
In Mitteleuropa erreichen Kitze ihr vorläufiges Endgewicht im Spätherbst (Ende November). Sie wiegen dann zwischen neun und zwanzig Kilogramm. Ihr dann erreichtes Gewicht ist ausschlaggebend für ihre Überlebenschancen im kommenden Winter. Kitze, die weniger als 12,5 Kilogramm wiegen, haben auch in milden Wintern nur eine geringe Überlebenschance. Dies ist vermutlich darauf zurückzuführen, dass die Relation zwischen energieabstrahlender Körperoberfläche und möglichem Energieumsatz bei reduzierter Verdaulichkeit der Nahrung im Winter zu ungünstig wird.
Die weitere Gewichtsentwicklung ist bei weiblichen Tieren im zweiten bis dritten Lebensjahr abgeschlossen, bei männlichen generell im dritten Lebensjahr. Insbesondere bei den Männchen ist für die Entwicklung nicht nur die Qualität des Lebensraumes entscheidend, sondern auch die Wilddichte. Bei hohem Bestand wachsen Böcke ab dem zweiten Lebensjahr langsamer heran und erreichen als mehrjährige Tiere ein geringeres Gewicht als Böcke, die in Regionen mit niedriger Wilddichte heranwachsen.

## Fressfeinde und andere Mortalitätsursachen

### Lebensalter

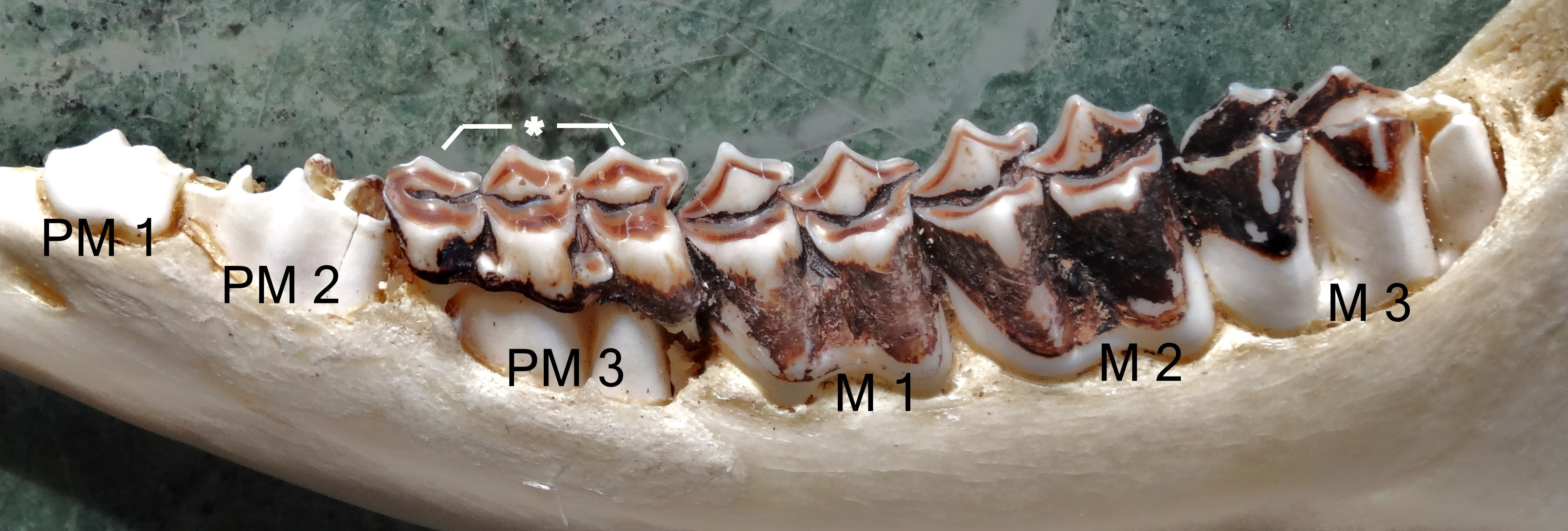
Linker Unterkieferast eines 1-jährigen Rehbockes. PM Prämolar, M Molar (Zahn), * Rest des Milchzahnes über dem 3. Prämolaren

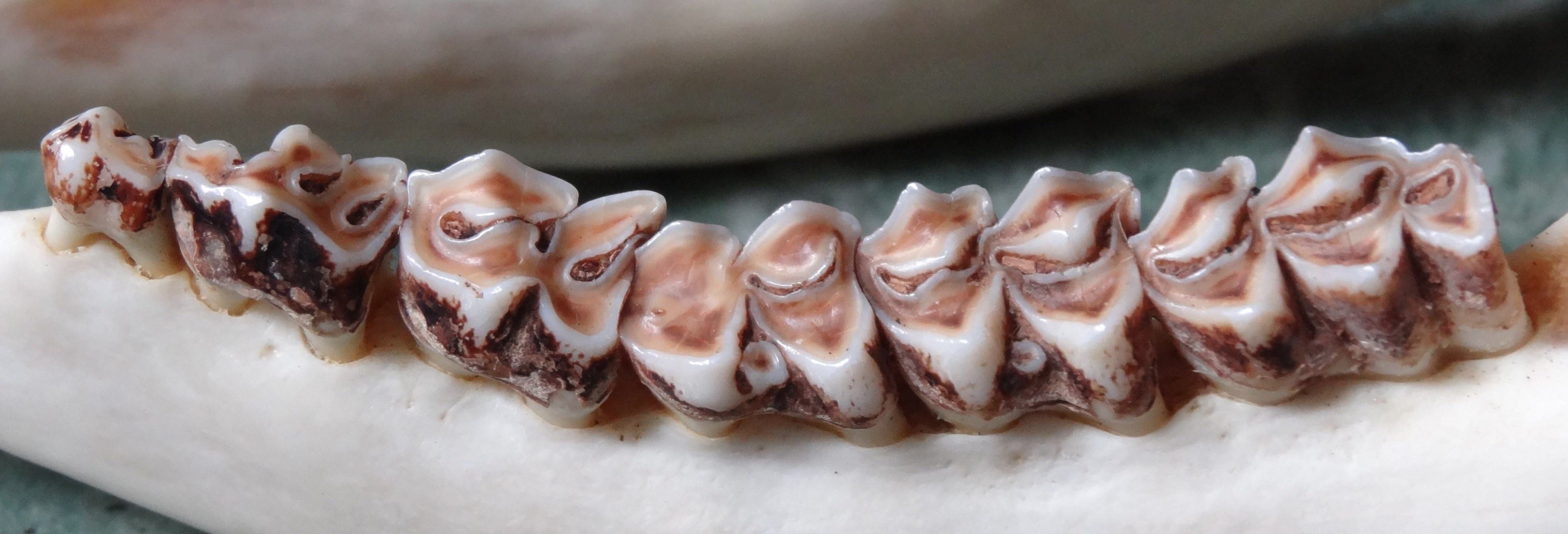
Linker Unterkieferast eines etwa 5-jährigen Rehbockes. Die Zahnabnutzung ist deutlich zu erkennen

Bei wild lebenden Rehen ist die Zahnabnutzung in der Regel so stark, dass sie selten ein Alter von mehr als zehn bis zwölf Jahren erreichen. Sie sind auf Grund des Verlusts vor allem der Backenzähne nicht mehr in der Lage, ihr Futter zu zerkauen. Die ältesten Rehe, deren Lebensalter man auf Grund von Markierungen sicher bestimmen konnte, waren ein Weibchen, das ein Lebensalter von 20,5 Jahren erreichte, und ein Männchen mit 17 Jahren und zwei Monaten. Ein in einem Gehege gehaltenes Weibchen erreichte ein Lebensalter von 25 Jahren. Im Jagdbetrieb wird das Lebensalter eines erlegten Rehes nach dem Ausmaß der Zahnabnutzung bestimmt.
Generell ist das Durchschnittsalter einer Rehpopulation sehr gering. Nur 15 Prozent aller Rehe einer Population werden älter als drei oder vier Jahre, bei westpolnischen Rehpopulationen hat man ein Durchschnittsalter von 2,4 Jahren ermittelt. Abhängig von Umweltverhältnissen und Bestandsdichte leben von zehn neugeborenen Kitzen im Durchschnitt nach acht Monaten nur noch fünf bis sieben. Generell werden 60 Prozent aller Sterbefälle durch Jagdausübung verursacht.

### Fressfeinde

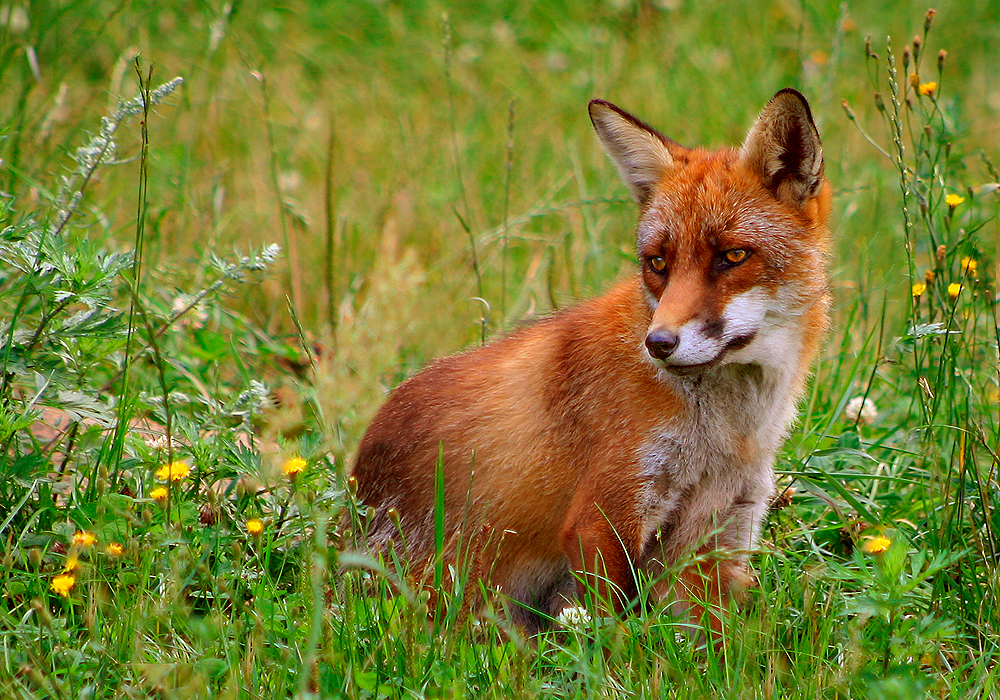
Rotfuchs

Auf Grund der geringen Körpergröße haben Rehe deutlich mehr Fressfeinde als andere europäische Huftiere wie etwa Elch, Wisent oder Rothirsch. Skandinavische Quellen nennen folgende Prädatoren, die nachweislich Rehe erbeuten: Steinadler, Wildkatze, Wildschwein, Haushund, Rotfuchs, Vielfraß und Wolf. Nur drei Arten sind als Fressfeinde des Rehs wirklich bedeutsam. Dies sind Rotfuchs, Luchs und Wolf.
Rotfüchse sind in der Lage, ausgewachsene Rehe zu töten, wenn hohe Schneelagen Rehe in ihrer Fortbewegung behindern. Sie erbeuten aber gewöhnlich nur Kitze, die nicht älter als zwei Monate sind. Untersuchungen in verschiedenen Ländern und zu verschiedenen Zeitpunkten haben den Einfluss des Rotfuchses auf die Rehpopulation belegt: Für das Berner Mittelland wird geschätzt, dass ein Fuchs in den Monaten von Mai bis Juli durchschnittlich elf Kitze erbeutet. In Skandinavien, wo in den späten 1970er und den 1980er Jahren die Räude zu einem drastischen Rückgang der Rotfuchspopulation führte, stieg die Zahl der Kitze, die eine Ricke im Herbst durchschnittlich führte, um 30 Prozent. Auf der norwegischen Insel Jöa erbeuteten Rotfüchse fast die Hälfte der Kitze in deren ersten Lebensmonaten. Auf der unweit von Jöa liegenden Insel Storfosna, wo keine Füchse vorkommen, starben dagegen nur 18 Prozent der Neugeborenen. Auf Jöa fielen außerdem deutlich mehr Kitze dem Fuchs zum Opfer, die in Wiesen Deckung suchten. Es wird für möglich gehalten, dass Rotfüchse aus dem Verhalten der Ricken schließen können, wo die Kitze Deckung gesucht haben.

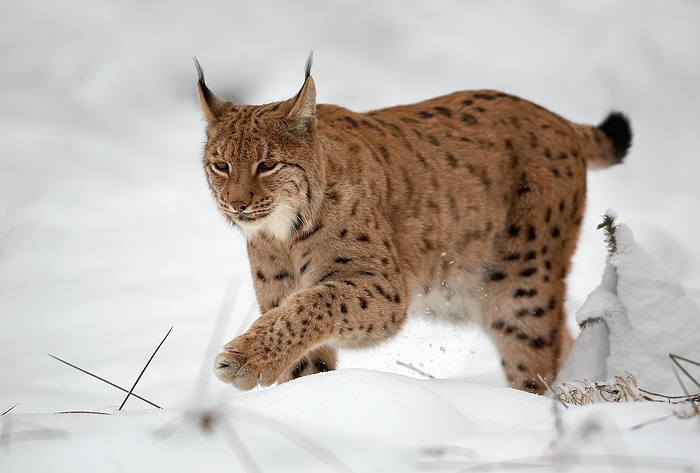
Eurasischer Luchs

Für den in Mitteleuropa seltenen Luchs stellt das Reh die bevorzugte Beute dar, Rehe machen häufig mehr als 80 Prozent seines Beutespektrums aus. Im Bayerischen Wald waren beispielsweise von 102 aufgefundenen Beutetieren des Luchses 71 Rehe. Luchse können unabhängig von der Bestandsdichte des Rehs ein bedeutender Mortalitätsfaktor für Rehe sein: In der Schweiz, wo mehr als 20 Rehe je Quadratkilometer vorkommen, töten Luchse jährlich etwa vier Prozent des Bestands. In Polen, wo der Bestand lediglich zwei bis fünf Individuen je Quadratkilometer beträgt, dagegen bis zu 37 Prozent des Bestandes. Einige Autoren sind der Ansicht, dass der Luchs einen positiven Einfluss auf den Rehwildbestand hat.
Die in Mitteleuropa gleichfalls seltenen Wölfe jagen in intakten Wäldern mit hohem Rothirschbestand bevorzugt diese. Selbst Wildschweine stellen hier eine häufigere Beute als Rehe dar. Anders verhält es sich in Regionen, in denen der Wald stärker mit Agrarflächen durchzogen ist und der Rothirschbestand entsprechend niedriger ist. Allerdings steigt die Bedeutung des Rehs als Beutetier, wenn die Wolfsrudel klein sind oder ein Wolf einzeln jagt. Über den Einfluss des Wolfs auf Rehbestände liegen bislang keine abschließenden Untersuchungen vor. Im Süden Schwedens, wo Rehe verhältnismäßig häufig von Wölfen geschlagen werden, nahm im Untersuchungszeitraum der Rehbestand infolge eines milden Winters sogar zu, obwohl sie hier die Hauptbeute darstellten. Im Białowieża-Nationalpark machen Rehe zwischen 14,7 und 18,4 Prozent der Nahrung der Wölfe aus.
Wildernde Hunde können einen Rehwildbestand erheblich gefährden. Auf freiem Feld gelingt es einem ausdauernd hetzenden Hund, jedes gesunde Reh zu greifen, weil Rehe keine ausdauernden Läufer sind. Häufig treten wildernde Hunde außerdem zu zweit auf, wobei ein Hund die Rehe aufscheucht und der zweite sie greift. Sie sind besonders dann gefährlich, wenn sie stumm hetzen, weil dann das Rehwild zu spät auf sie aufmerksam wird. Im Urwald von Białowieża gehen jährlich fünf Prozent des Fallwildes auf wildernde Hunde zurück. Hauskatzen reißen gelegentlich Kitze, Wildkatzen dagegen häufiger. Bei tiefen Schneelagen können Wildkatzen auch geschwächte adulte Rehe schlagen. In Gebieten mit einer hohen Bestandsdichte an Wildschweinen kann es zu erheblichen Verlusten an Kitzen kommen.

### Einfluss von Klima und Bestandsdichte

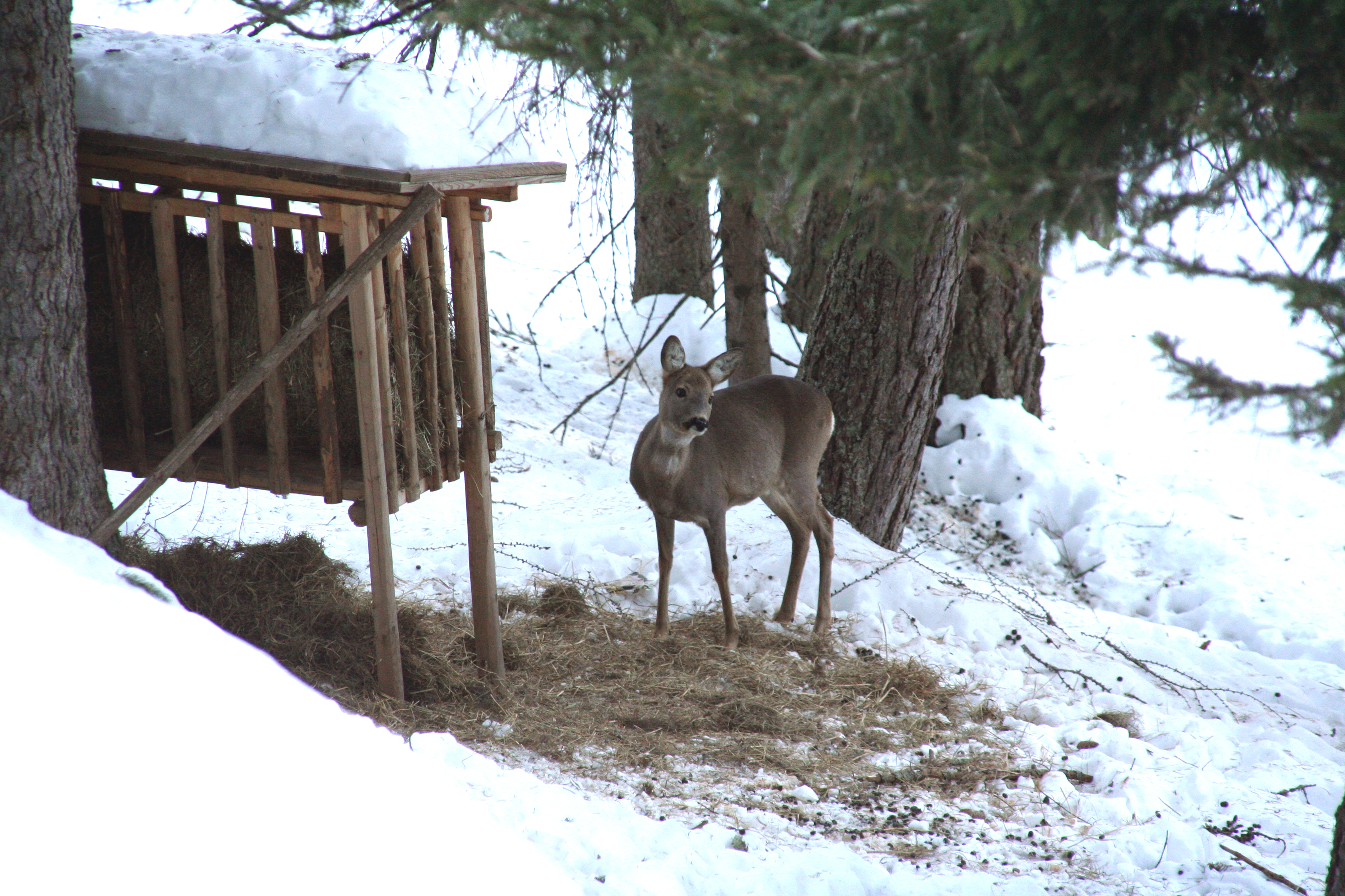
Wildfütterung zur Reduktion der Wintersterblichkeit in Kärnten

Ein besonders früher Wintereinbruch und ein harter Winter führen in allen Altersklassen zu direkten Verlusten, sie führen aber auch zum Absterben und zur Resorption der Embryonen. Vorwiegend fallen junge und überalterte Rehe starken Frostperioden zum Opfer. Generell gibt es eine deutliche Abhängigkeit zwischen Bestandsdichte, winterlichem Nahrungsangebot, Parasitenbefall und der Zahl verendeter Rehe. Dabei spielt eine Rolle, dass hungernde Rehe anfälliger auf Parasitenbefall reagieren.
Schlechtwetterperioden gelten als einer der wesentlichen Mortalitätsgründe von Jungtieren. Bei Nässe und Kälte verbrauchen sie innerhalb sehr kurzer Zeit ihren Fettvorrat und laufen Gefahr, an Unterkühlung einzugehen. Grundsätzlich gehen daher in feuchten Jahren mehr Kitze ein als in sonnenreichen. Der Einfluss des Klimas lässt sich auch an Vergleichen zwischen dem Oberaargau und dem Oberengadin messen. Im klimatisch begünstigten Oberaargau führen Mütter im Herbst meistens ein oder zwei Kitze, im inneralpinen Hochtal des Oberengadins ist dagegen nur noch jedes zweite Weibchen von einem Kitz begleitet.
Die Bestandsdichte hat gleichfalls eine Auswirkung auf die Mortalitätsrate. Bereits die durchschnittliche Embryonenzahl je Ricke nimmt bei hohem Rehbestand ab. Wenn Weibchen außerdem auf Grund einer hohen Bestandsdichte gezwungen sind, auf weniger günstige Geburts- und Aufzuchtgebiete auszuweichen, stirbt eine deutlich höhere Zahl an Jungtieren. Untersuchungen des Wildbiologen Felix Kurt im Berner Mittelland haben gezeigt, dass in einem spezifischen Gebiet bei geringer Weibchendichte im Herbst durchschnittlich 1,3 Kitze geführt wurden. Bei hoher Dichte sind es dagegen nur noch 0,5 Kitze. Die Konkurrenz um geeignete Aktionsräume der weiblichen Tiere führt außerdem zu einer Verschiebung des Geschlechterverhältnisses beim Nachwuchs. Bei geringer Dichte gibt es etwa gleich viele männliche wie weibliche Jungen. In ungünstigen Aufzuchtgebieten werden dagegen doppelt so viele männliche Jungen wie weibliche angetroffen. Dies beruht unter anderem darauf, dass in den ersten Lebenswochen männliche Jungen wegen ihres höheren Geburtsgewichts eine höhere Überlebenschance haben.

### Krankheiten und Parasitenbefall
Zu den Krankheiten, die Rehe befallen können, zählt unter anderem die Tollwut, die gewöhnlich durch den Fuchs auf das Reh übertragen wird. Sie verläuft beim Reh ausnahmslos tödlich, an Tollwut erkrankte Rehe haben einen starren Blick und fallen vor allem durch unnatürliches Verhalten und/oder Bewegungsstörungen auf. 1980 entfielen auf dem Gebiet der heutigen Bundesrepublik Deutschland von 8.659 Tollwutfällen 436 auf Rehe. Milzbrand zählte noch im 19. Jahrhundert zu den häufigeren bakteriellen Erkrankungen von Rehen, ist im 20. Jahrhundert aber selten geworden. Rehe können außerdem an Tuberkulose erkranken, meist handelt es sich dabei um den Rindertypus. Es treten jedoch nur Einzelfälle auf. Häufiger führt ein Befall mit Parasiten zum Sterben der Rehe. Rehe werden unter anderem durch Saugwürmer wie den Großen und den Kleinen Leberegel, Bandwürmer und Nematoden befallen. Nematoden haben als Parasit die größte Bedeutung für das Rehwild. Bei hoher Bestandsdichte, feuchten Habitaten und in niederschlagsreichen Zeiten kann es dabei zu seuchenartigen Verläufen kommen. Stark von Nematoden wie etwa dem Gedrehten Magenwurm (Haemonchus contortus) befallene Rehe leiden unter einer schweren, akuten Anämie, die häufig tödlich verläuft. Der Befall mit Lungenwürmern wie dem Großen Lungenwurm verläuft dagegen gewöhnlich gutartig. Zum Tod kommt es hierbei meist erst, wenn der Organismus durch andere Ursachen zusätzlich geschwächt ist. Ähnliches gilt, wenn Larven der Rachenbremse oder der Dasselfliege im Rehkörper schmarotzen. Spezifische Ektoparasiten sind die Rehlaus Solenopotes capreoli und der Kletterfußmallophage Damalinia meyeri.

### Verluste durch Straßenverkehr und landwirtschaftliche Arbeiten

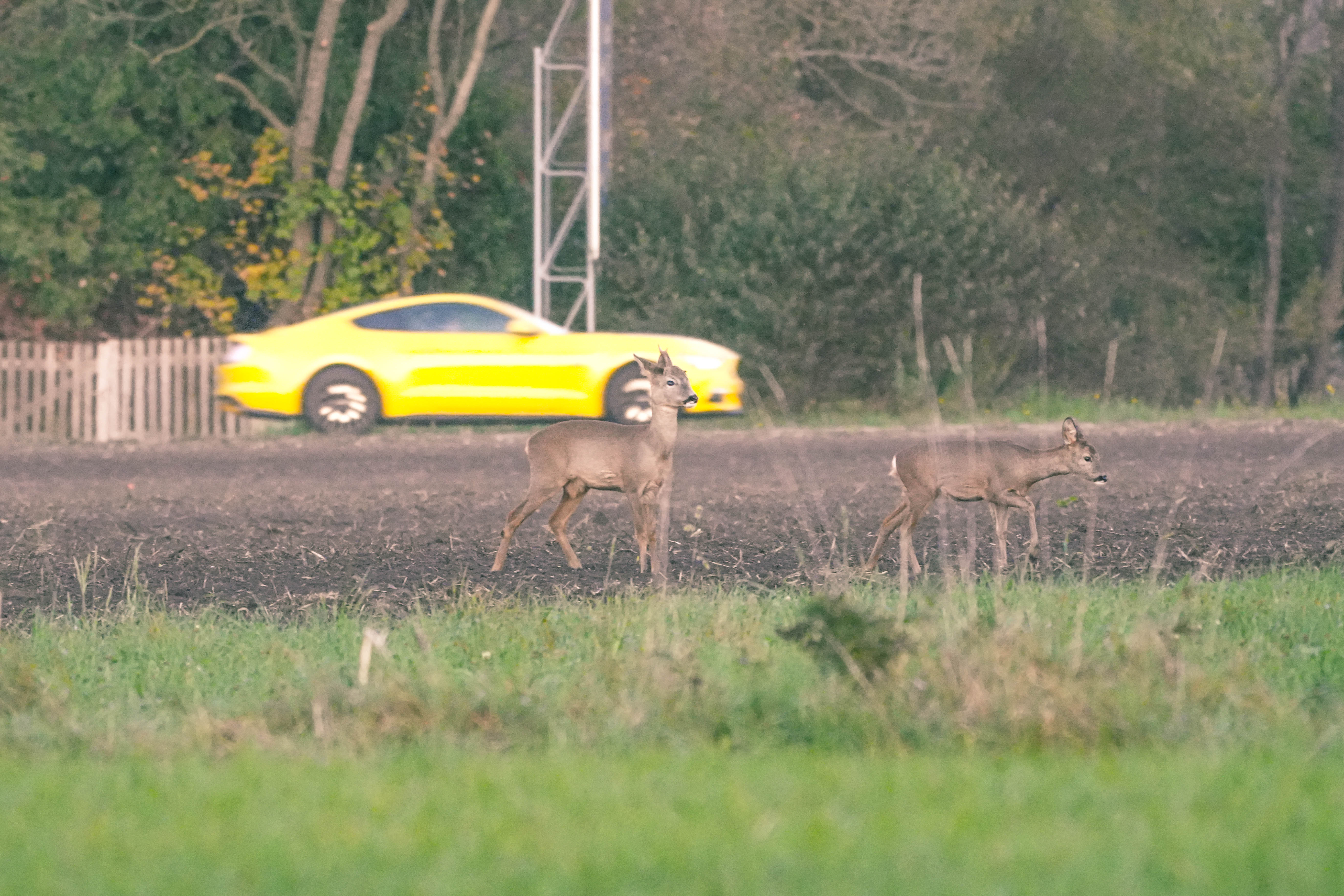
Rehe an einer befahrenen Straße

Rehwildverluste durch Straßenverkehr (vgl. Wildunfall) können sehr hoch sein. Die Zahl ist abhängig von der Bestands- und Verkehrsdichte, dem Straßennetz, der Jahreszeit, der Verteilung von Wald- und Feldflächen und den jeweiligen Äsungsangeboten. Die Bundesrepublik Deutschland zählt zu den Ländern mit den größten Verkehrsverlusten unter dem Rehwild, weil hier eine hohe Rehwild- und Verkehrsdichte aufeinander treffen. Nach einer Statistik des Deutschen Jagdverbandes fielen 2005/2006 im Zeitraum von zwölf Monaten 200.000 Rehe dem Verkehr zum Opfer, das entspricht etwa 20 Prozent der Jahresjagdstrecke desselben Zeitraums. In zahlreichen westeuropäischen Ländern hat man Maßnahmen zur Verhütung von Verkehrsunfällen untersucht. Zu den effektivsten Schutzmaßnahmen zählt die Errichtung von Zäunen, die mindestens 1,5 Meter hoch sind. Dabei sollen gleichzeitig Über- oder Unterführungen vorhanden sein, die den Rehen einen Wechsel erlauben. Dabei kommen auch sogenannte Grünbrücken zum Einsatz, die an traditionellen Wildwechseln errichtet werden.
Kitze sind durch landwirtschaftliche Maschinen sehr stark gefährdet. Die Forschungsstelle für Jagdkunde und Wildschadenverhütung des Landes Nordrhein-Westfalen schätzte 1982 die Zahl der jährlich auf dem Gebiet der alten Bundesrepublik Deutschland durch landwirtschaftliche Maschinen getöteten Rehe auf 60.000. Die Zahl dürfte seitdem etwas zurückgegangen sein: Das ist zum einen darauf zurückzuführen, dass die Mahdtermine früher liegen und damit das Gras insbesondere in Heumahdwiesen niedriger ist. Ricken nutzen solche Wiesen dadurch weniger zum Werfen ihrer Jungtiere und Jungtiere werden leichter entdeckt. Landwirte müssen außerdem vor der Mahd Maßnahmen zur Wildrettung ergreifen. Dazu zählt beispielsweise ein Anmähen der Wiese am Vortag, ein gezieltes Vergrämen des Wildes vor der Mahd, ein Absuchen der Wiese und ähnliche Maßnahmen. In der Bundesrepublik Deutschland kann das Unterlassen solcher Maßnahmen zur Wildrettung für den Landwirt strafrechtliche Konsequenzen haben. Neben der so genannten Vermähung von Jungtieren reißen streunende Hunde gelegentlich Kitze und ältere Jungtiere.

## Bestandsentwicklung
In der europäischen Kulturlandschaft ist das Reh heute eine ausgesprochen häufige Art, die in einigen Regionen eine so hohe Bestandsdichte hat, dass Rehe die natürliche Waldverjüngung verhindern. Zu den hohen Bestandszahlen kam es erst im Verlauf des 20. Jahrhunderts, sie lassen sich im gesamten Verbreitungsgebiet feststellen.
Genaue Bestandszahlen aus früheren Jahrhunderten liegen nicht vor. Es gibt aber zahlreiche Indikatoren, dass Rehbestände früher sehr niedrig waren. Auf Grund der Funde weiß man, dass in der Mittelsteinzeit Rehe im Vergleich zu Wildpferd, Ren, Rotwild und Wisent eine seltene Jagdbeute darstellten. Auch in der Jungsteinzeit überwiegen Hirsche als Beute bei weitem. In Ausgrabungen bei Pfahlbausiedlungen im Zürcher Raum, die sich auf das Ende der Bronzezeit datieren lassen, findet sich selbst so wehrhafte Beute wie der Ur und der Bär um ein Vielfaches häufiger als das Reh. Aus der Anzahl von Knochenfunden lässt sich zwar nicht eindeutig auf die Höhe des Wildbestandes schließen, aber wenn eine Bevölkerung so verhältnismäßig schwer zu erjagende Tiere wie Steinböcke, Gämsen, Wildenten, Habichte und Steinadler zu ihrer Beute zählt, das Reh dagegen nur spärlich vertreten ist, lässt sich daraus schließen, dass es nur verhältnismäßig selten vorkam. Auch in Jagdberichten der frühen Neuzeit wie beispielsweise den Jagdtagebüchern von Kaiser Karl VI. wird das Reh nur selten genannt. Um 1809 herum war das Reh in der Schweiz sogar fast ausgestorben. Erst im Verlauf des 19. Jahrhunderts weisen Jagdstatistiken auf eine wachsende Rehpopulation hin. Nach solchen Statistiken lebten beispielsweise in Österreich um das Jahr 1860 drei bis fünf Rehe je 100 Hektar, um 1910 fünf bis acht und um 1970 zehn bis fünfzehn. Besonders spektakulär war die Erholung der Rehpopulation in Skandinavien. Um 1700 war es in Skandinavien noch weit verbreitet, gegen Ende des 18. und 19. Jahrhunderts wurden die Bestände durch sehr kalte Winter, viele Wölfe und eine intensive Bejagung stark reduziert. Um 1830 gab es nur noch eine etwa 100 Individuen betragende Restpopulation in Schonen, der südlichsten schwedischen Provinz. Strenge Schutzmaßnahmen und Schonzeiten führten dazu, dass ausgehend von dieser Restpopulation heute der größte Teil Norwegens und Schwedens sowie ein Teil Finnlands wieder bevölkert ist.
Der Beginn des starken Anstiegs der Rehbestände fällt mit dem Rückgang der Rothirschbestände im 19. Jahrhundert zusammen. Nach dem Revolutionsjahr 1848 war die Jagd nicht mehr Adelsprivileg, sondern das Jagdrecht wurde in vielen europäischen Ländern an den Grundbesitz gebunden. Die Landwirte, die sich in der Vergangenheit häufig durch die dank Überhege hohen Wildbestände in ihrer Existenz bedroht sahen, sorgten für drastische Bestandsrückgänge des zum Hochwild gehörenden Rothirsches. Gleichzeitig wurde die Waldweide stark eingedämmt und verschwand vielerorts vollständig. Beides bewirkte einen verminderten Konkurrenzdruck auf das Rehwild, die Nahrungsnische des Rehes vergrößerte sich. Die Auswirkung von Rotwildbeständen auf den Rehbestand lässt sich besonders deutlich für die Regionen zeigen, in denen die Rotwilddichte seitdem wieder zugenommen hat. Im Schweizer Nationalpark kamen um 1940 400 Rothirsche und 200 Rehe vor. 1970 dagegen hatte sich der Rothirschbestand vervierfacht, der Rehbestand dagegen um 80 Prozent abgenommen. Eine Vergrößerung der Nahrungsnische bedeutete gleichzeitig die Intensivierung der Landwirtschaft. Kulturland bietet heute deutlich mehr Nahrung als der Nutzwald.

## Systematik und Entwicklungsgeschichte
Das Reh gehört zur Unterfamilie der Trughirsche (Capreolinae). Die Gattung Capreolus ist im Bereich der Unterfamilie sehr stark isoliert und weist keine deutlichen engen Verbindungen zu irgendeiner anderen heute lebenden Gattung auf.
Als Ausgangsgruppe für die Gattung Capreolus gilt die Gattung Procapreolus, die im Miozän vor etwa 20 bis 25 Millionen Jahren lebte. Während sich die Echthirsche erst im Verlauf des Pliozän vor etwa 10 Millionen Jahren entwickelten, blieb das Rehwild auf dieser relativ niedrigen Stufe stehen. Die Gattung Capreolus ist damit eine der ältesten Gattungen der Familie und entwicklungsgeschichtlich wesentlich älter als beispielsweise der Rothirsch. Fossilienfunde belegen eine Reihe mittlerweile ausgestorbener Arten dieser Gattung. In den Mosbacher Sanden fand man die ältesten Fossilien der Rehart Capreolus priscus in 650.000 Jahre alten Eiszeitablagerungen, Capreolus süssenbornensis wurde in der Nähe von Weimar gefunden, Capreolus fossilis in Oberitalien und Capreolus major auf der Insel Palmaria. Eine kleinere, dem Europäischen Reh schon weitgehend entsprechende Form trat während der ersten Zwischeneiszeit vor etwa 550.000 Jahren auf den Britischen Inseln auf. Auf dem Gebiet des heutigen Spaniens, Portugals und Südfrankreichs sind Rehe dagegen erst seit 200.000 Jahren bekannt. Während des Pleistozäns verschwand das Reh in weiten Teilen Europas, eine Neubesiedelung der aufgegebenen Lebensräume setzte mit der Ausbreitung der Laubwälder wieder ein. In seiner gegenwärtigen Erscheinungsform kommt das Reh seit 21.000 bis 17.000 Jahren in Portugal und Spanien, seit 14.000 bis 12.600 Jahren in Südfrankreich und seit 12.000 bis 11.000 Jahren in den Niederlanden vor. Schweden wurde vor 8.000 Jahren vom Reh besiedelt.
DNA-Analysen belegen, dass das Sibirische Reh (Capreolus pygargus) eine eigenständige Art ist. Es ist neben dem Europäischen Reh die einzige rezente Art der Gattung. Es vereint die zuvor als Unterarten des Rehs geführten Sibirischen und Chinesischen Rehe. Das Sibirische Reh ist größer als die europäische Art und hat ein kräftigeres Geweih, kleinere Ohren und eine blassere Fellfarbe. Sibirisches und Europäisches Reh trennten sich als Arten vor schätzungsweise 2 bis 4 Millionen Jahren. Eine Studie aus dem Jahr 2022 bestimmte dies auf rund 2,25 Millionen Jahre.

## Reh und Mensch

### Bezeichnungen in der Jägersprache

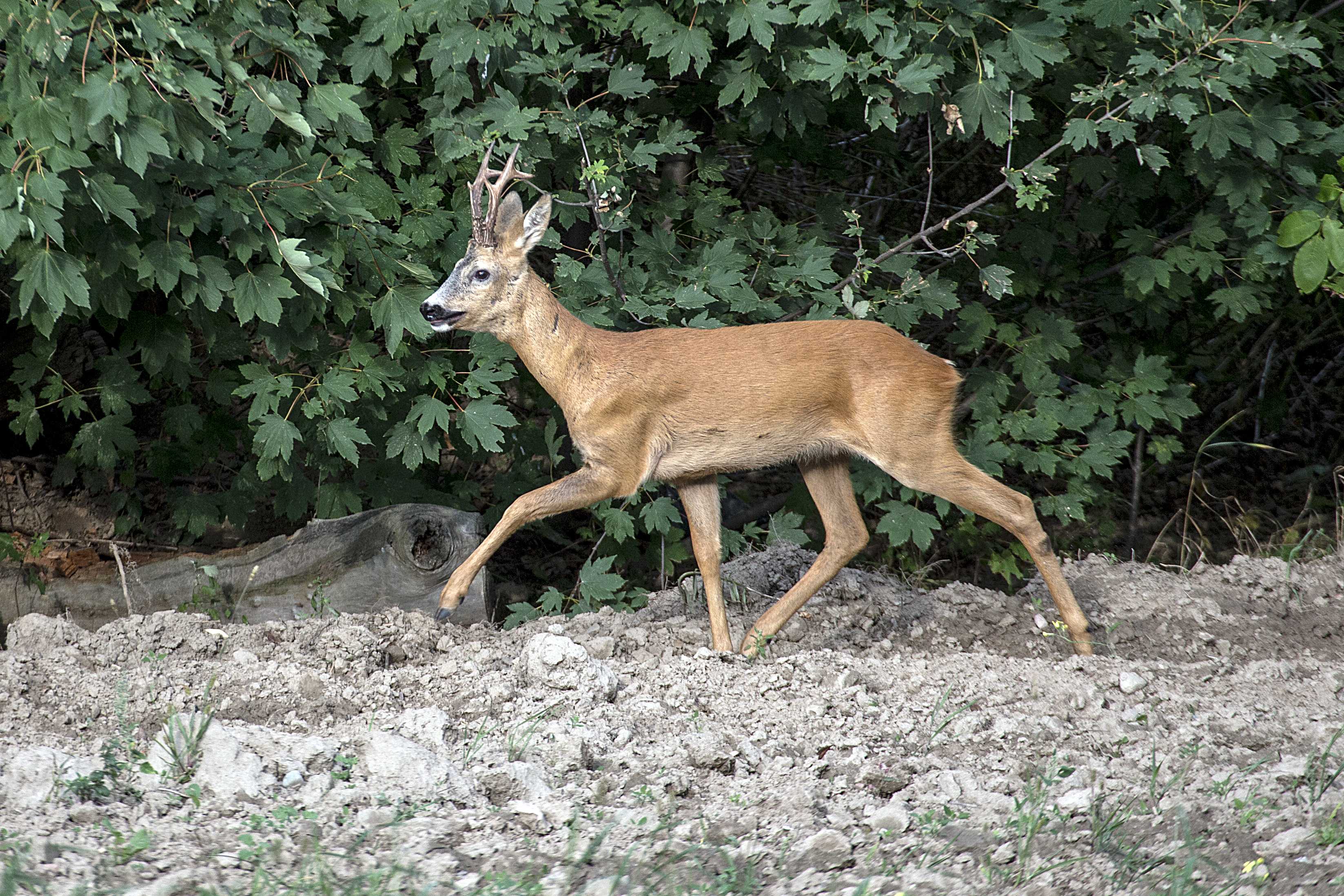
Männliches Reh

Da das Reh im deutschsprachigen Raum zu den häufig bejagten Tierarten gehört, hat sich eine umfangreiche jagdliche Fachsprache entwickelt, die durch die Belletristik teilweise Eingang in den allgemeinen Sprachgebrauch gefunden hat. Generell wird das männliche, ausgewachsene (adulte) Reh als Rehbock oder auch nur Bock bezeichnet. In der jagdlichen Fachsprache wird das auf den Rosenstöcken sitzende Geweih meist fälschlich als Gehörn (auch Gewicht), im süddeutsch-österreichischen Sprachraum Krickl oder Gwichtel benannt. Das Geweih besteht aus den beiden Stangen mit den daran sitzenden Enden. Während der Jahreszeiten, in denen Böcke Geweih tragen, werden sie nach der Endenzahl auch als Sechserbock (drei Geweihenden je Stange), Gabelbock (zwei Enden), Spießbock oder Spießer (Stangen ohne Enden) bezeichnet.
Das adulte weibliche Reh wird gewöhnlich Ricke, in Süddeutschland und Österreich (Reh-)Geiß genannt. Jungtiere werden in ihrem ersten Lebensjahr als Kitze bezeichnet, wobei zwischen Bock- und Rickenkitzen unterschieden wird. Im zweiten Lebensjahr werden weibliche Rehe Schmalrehe genannt, die männlichen dagegen Jährling oder Jährlingsbock. Das Haupt (Kopf) mit den Lichtern (Augen) und den Lauschern (Ohren) sitzt auf dem Träger (Hals). Der weiße Fleck am Hinterteil des Rehs ist der Spiegel um den kaum sichtbaren Wedel (Schwanz) herum. Die Decke (das Fell) ist im Sommerhaar brand- bis gelbrot; im Winter verfärbt (Haarwechsel) das Stück zu braungrau. Kitze haben im Jugendkleid weiße, kleine, runde Flecken auf rötlichem Grund.

### Kultur- und Forschungsgeschichte

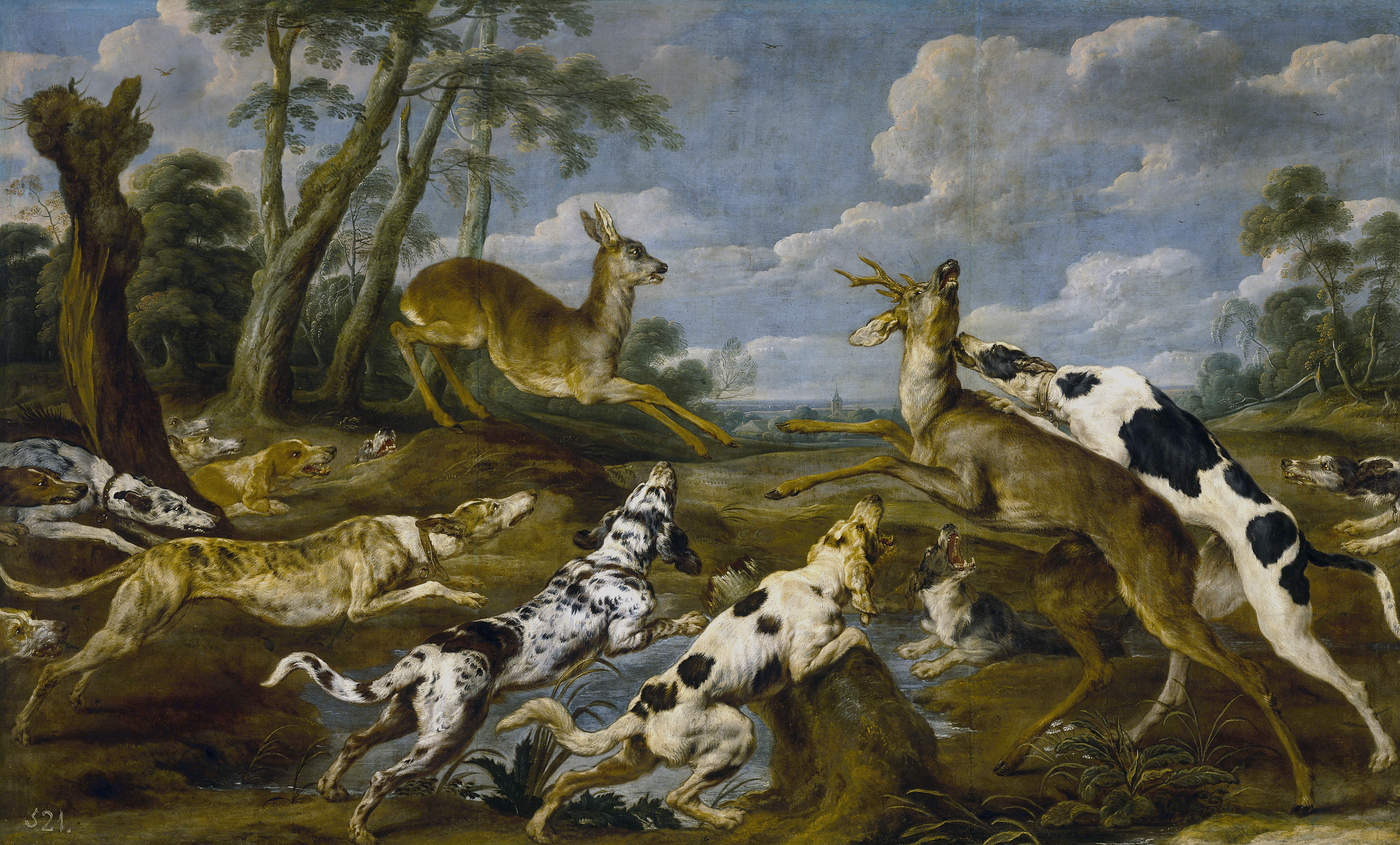
Rehjagd, Pauwel de Vos (1595–1678), Farbe auf Leinwand, 212 × 347 cm

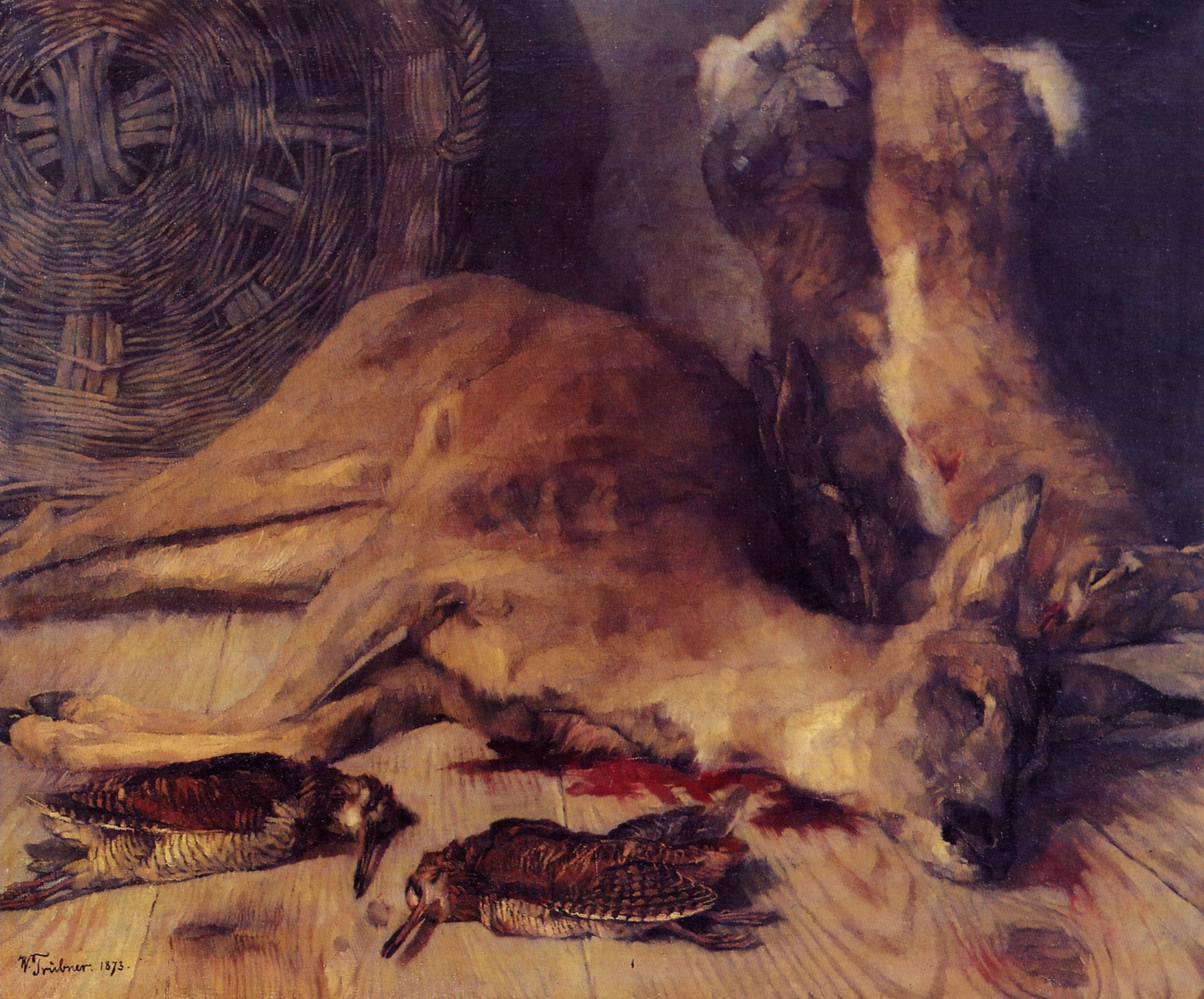
Wilhelm Trübner, Stillleben mit Reh, Hasen und Schnepfen (ca. 1873)

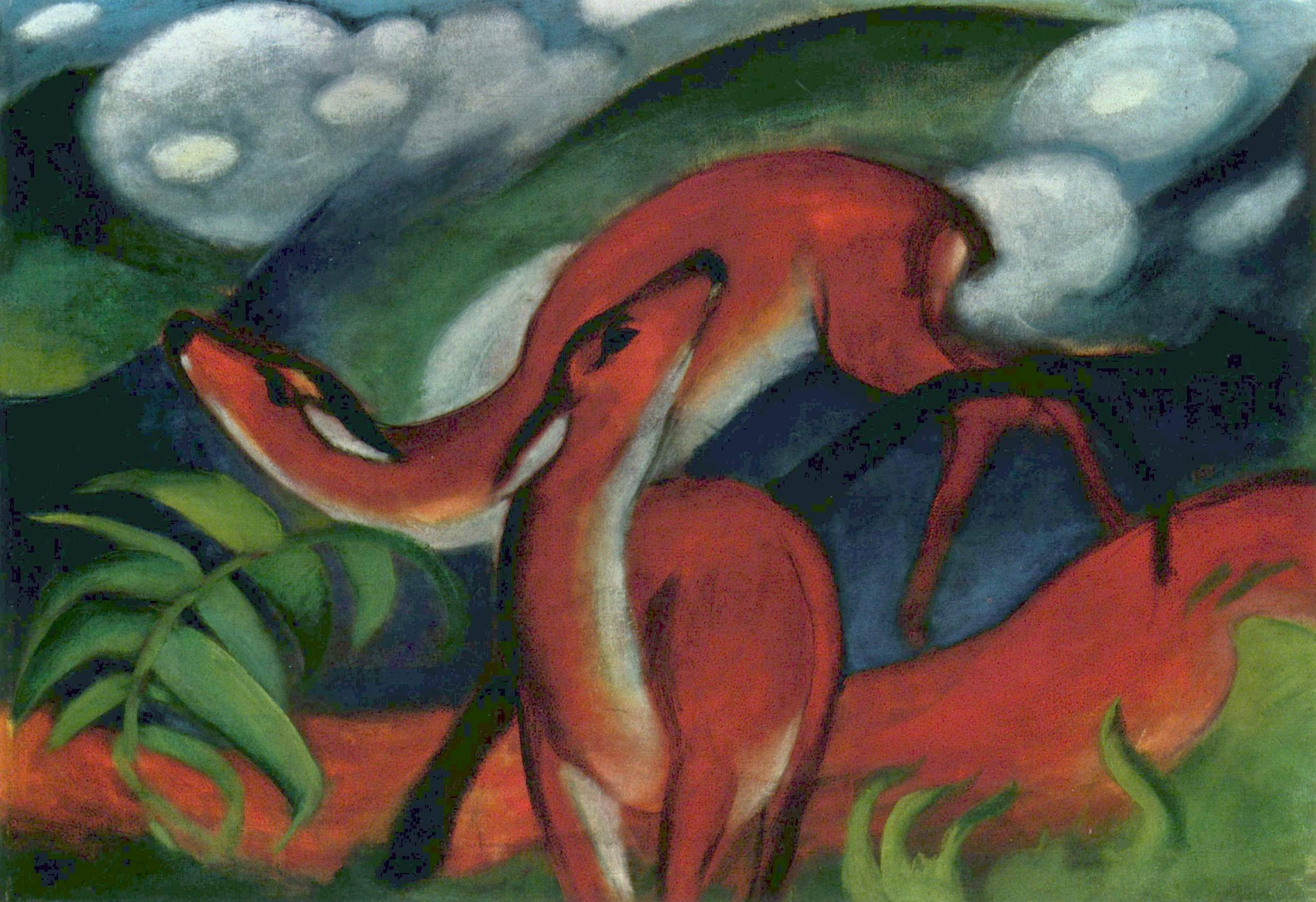
Franz Marc, Rote Rehe II (1912)

Auf Grund seines panischen Fluchtverhaltens ist das Reh nicht für die Jagd mit Hunden geeignet und gehörte nicht zur „Hohen Jagd“ des Adels. Es wird deswegen auch nicht zum Hochwild gezählt. Das Reh ist wegen seines Lebens in kleinen Sprüngen auch nicht für die Hege in Hirschparks geeignet, die vor allem während der frühen Neuzeit Ort herrschaftlicher Jagdausübung waren. Entsprechend selten ist das Reh auf Jagddarstellungen. Erst in der zweiten Hälfte des 19. Jahrhunderts wurde die Jagd zur Freizeitbeschäftigung eines zunehmend selbstbewussteren Bürgertums und bot dadurch sogar den wirtschaftlichen Hintergrund einer Jagdmalerei und -literatur. Es dominierte aber auch hier der imposanter wirkende „röhrende Hirsch“. Der britische Naturwissenschaftler John Guille Millais widmete im Jahre 1897 91 Seiten seines Buches British Deer and their Horns dem Rothirsch und 54 dem Reh. Der für den deutschen Sprachraum prägende preußische Forstmeister Ferdinand von Raesfeld veröffentlichte 1898 zunächst sein Werk über den Rothirsch und 1905 in gleicher Aufmachung sein Buch Das Rehwild. Raesfeld formulierte in beiden Werken Ansätze zur Jagd und Hege des Wildes, die in ihrem Kern heute noch Gültigkeit haben. Sie gelten als Klassiker der deutschsprachigen Jagdliteratur und werden in überarbeiteter Form immer noch herausgegeben.
Das Reh gilt heute als sehr gut erforschte Tierart. Da Rehe nicht individuell unterscheidbar sind, begann man früh im 20. Jahrhundert Rehe mit Ohrmarken zu markieren, um so ein Verständnis ihrer Lebensweise und ihres Raumverhaltens zu entwickeln. In Deutschland wurden allein zwischen 1903 und 1910 über 95.000 Ohrmarken für Rehe abgegeben und das Schicksal der als Kitze so gekennzeichneten Rehe aufwändig in 33 Hauptbüchern dokumentiert. Aus diesen Daten ließen sich allerdings lediglich Daten zur Lebenserwartung, zu den Wanderungsdistanzen, der altersbedingten Zahn- und Geweihentwicklung gewinnen. Vom Einsatz der Radiotelemetrie erhofft man sich weitere Erkenntnisse zur Lebensweise und zur Populationsdynamik des Rehs, dabei steht zunehmend das Ökosystem im Fokus der Forschung, dessen Bestandteil das Reh ist.
Der Rehbock spielt in der Gründungslegende der mittelalterlichen Wallfahrtskirche Mariä Heimsuchung (Rechberg) eine maßgebliche Rolle.
In der 1923 erschienenen Erzählung Bambi. Eine Lebensgeschichte aus dem Walde des Österreichers Felix Salten ist ein Reh der Protagonist. Sie wurde bereits 1928 ins Englische übersetzt und 1942 von Walt Disney verfilmt. Abweichend von der Vorlage sind die Protagonisten des Films Bambi aber nicht Rehe, sondern den amerikanischen Zuschauern vertrautere Weißwedelhirsche. Für viele Menschen in Deutschland wurde vermutlich durch den Einfluss dieses Films fälschlicherweise das Reh zur Frau vom Hirsch.
Die gemeinsame Bockjagd auf Rehböcke und Schmalrehe am 1. Mai zu Beginn der neuen Jagdsaison gehört in Bayern zum Brauchtum. Anschließend treffen sich die Jagdteilnehmer zu einem Imbiss, bei dem früher oft ein gerade erlegtes Tier sofort zubereitet wurde.

### Jagd

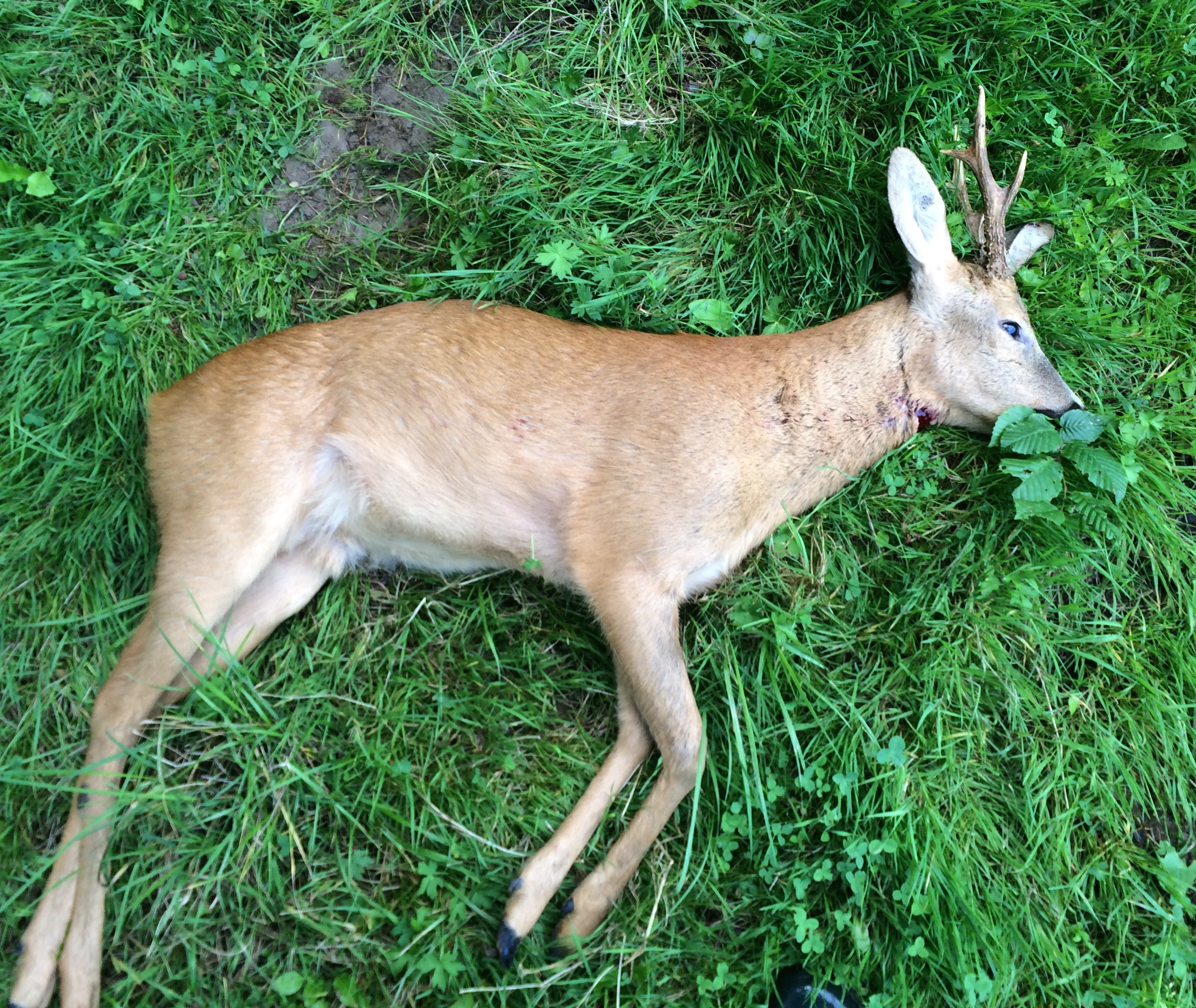
Rehbock mit letztem Bissen

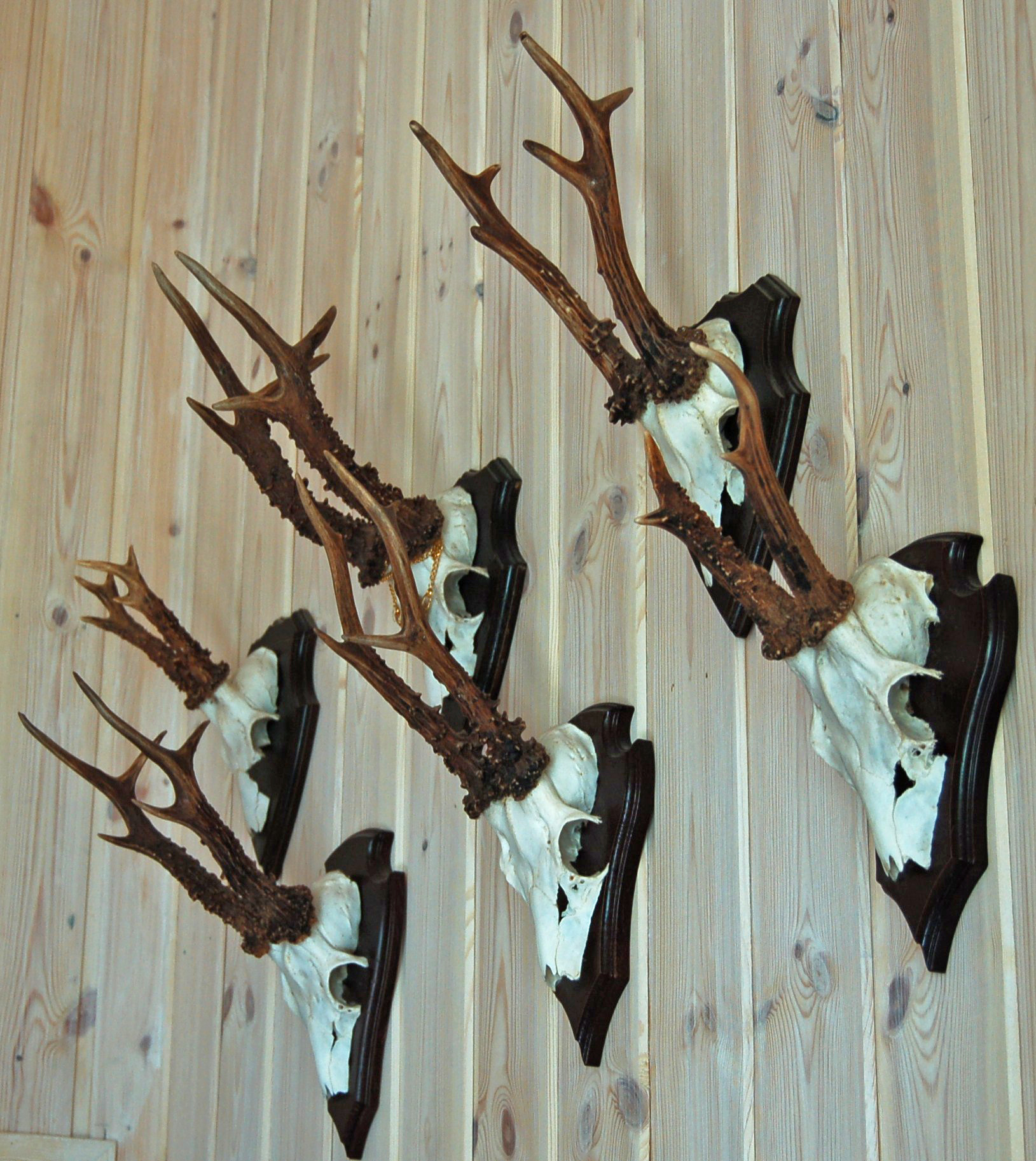
Rehbocktrophäen eines Jägers

Das Reh unterliegt dem Jagdrecht und wird dort dem Schalenwild und dem Niederwild zugeordnet. Rehe werden in allen europäischen Ländern gejagt. Die mit Abstand höchste Jagdmenge hat Deutschland mit mehr als einer Million erlegter Tiere. In Deutschland entspricht das im Jagdjahr 2006/2007 mehr als 11.310 Tonnen Rehfleisch. Die Zahl der erlegten Rehe hat in den letzten Jahrzehnten deutlich zugenommen. In den 1970er Jahren lag die Zahl der erlegten Tiere in Deutschland noch zwischen 600.000 und 700.000 Stück. In den Jagdjahren 2020/2021 steigerte sich die Strecke auf 1.285.562 Stücke, sowie in den Jahren 2021/2022 auf 1.276.355
| Land           | Jagdstrecke (Stück) | Jahr oder Jagdsaison |
| -------------- | ------------------- | -------------------- |
| Deutschland    | 1.226.169           | 2019/20              |
| Frankreich     | 461.689             | 2002/2003            |
| Schweden       | 382.000             | 1997                 |
| Österreich     | 278.312             | 2019/20              |
| Polen          | 166.200             | 1997                 |
| Tschechien     | 105.233             | 1994                 |
| Dänemark       | 105.000             | 1997                 |
| Norwegen       | 59.000              | 1997                 |
| Schweiz        | 42.653              | 2019                 |
| Ungarn         | 38.000              | 1997                 |
| Großbritannien | 37.500              | 1997                 |
| Slowenien      | 31.100              | 1997                 |

| Land        | Jagdstrecke (Stück) | Jahr oder Jagdsaison |
| ----------- | ------------------- | -------------------- |
| Italien     | 21.000              | 1997                 |
| Slowakei    | 17.214              | 1997                 |
| Belgien     | 16.100              | 1997                 |
| Niederlande | 11.200              | 1997                 |
| Litauen     | 7.600               | 1997                 |
| Estland     | 6.400               | 1997                 |
| Luxemburg   | 6.000               | 1997                 |
| Kroatien    | 5.900               | 1997                 |
| Bulgarien   | 4.600               | 1997                 |
| Albanien    | 3.000               | 1997                 |
| Spanien     | 400                 | 1997                 |

In älterer Fachliteratur wird eine Populationsdichte von 10 Rehen je 100 ha als verträglich angesehen. Davon ist man auf Grund von Forschungsergebnissen abgekommen: Da Rehe ihrer Heimlichkeit wegen in Waldgebieten schwer zählbar sind, wird heute meist auf die Nennung konkreter Bestandszahlen verzichtet. Als nahezu klassisches Beispiel für die Unterschätzung eines auf Sicht gezählten Rehbestandes gelten die Erfahrungen auf der dänischen Halbinsel Kalø: Dort wurde 1953 aus Forschungsgründen der gesamte Rehbestand abgeschossen. Die tatsächliche Jagdstrecke lag dabei um das Dreifache höher als die von mehreren Fachleuten vorher erwartete. Stattdessen wird auf sogenannten Weiserflächen die Verbissaktivität des Rehwildes beobachtet und daraus auf die relative Bestandsdichte geschlossen. Einerseits soll der Wald sich durch Kontrolle des Rehbestands natürlich verjüngen können, andererseits soll auch der Rehbestand auf Dauer gesichert sein. In der Regel soll nach Erreichen eines waldverträglichen Bestandes der Populationszuwachs abgeschöpft werden. Kann sich die Waldverjüngung wegen des Verbisses nicht ausreichend entwickeln, soll der Bestand reduziert werden. Der auf diesen Erkenntnissen entwickelte Abschussplan (Bejagungsplan) für Rehwild wird in den Bundesländern der Bundesrepublik Deutschland zum Teil unterschiedlich nach Beratung zwischen Jägerschaft, Grundeigentümern, Sachverständigen und den Unteren Jagdbehörden festgesetzt und überwacht. Heute wird in der Regel eine Planung über drei Jahre vorgenommen. Die Jagdzeiten variieren in Europa je nach Land.
In Deutschland sind nach dem Bundesjagdgesetz die Jagdzeiten für Rehe generell zwischen Anfang April bis Ende Februar des Folgejahres geregelt. Die einzelnen Zeiten werden in den Jagdgesetzen, bzw. Jagdverordnungen der Bundesländer festgelegt. Dabei gibt es Unterschiede bei Jung- und Alttieren sowie männlichen und weiblichen Tieren.
In Österreich ist der Abschuss so vorzunehmen, dass ein Geschlechterverhältnis von 1:1 herbeizuführen oder zu erhalten ist. Böcke mit auffallend guter Körper- und Geweihentwicklung sind grundsätzlich zu schonen. Von dem Abschuss an Ricken sollen zwei Drittel auf Geißkitze und mindestens ein Drittel auf Ricken und Schmalrehe entfallen. Auch hier sind schwach entwickelte Ricken bevorzugt zu erlegen. In den meisten europäischen Ländern gelten ähnliche Richtlinien. In Österreich variiert die Jagdzeit je nach Bundesland. Für Böcke ist sie ähnlich lang wie in Deutschland. Ricken werden zum Teil bereits ab August geschossen, ihre Jagdzeit endet spätestens am 31. Dezember. In der Schweiz ist die Jagdzeit überwiegend auf zwei Monate im Spätsommer und Herbst begrenzt.
Bejagt wird das Rehwild hauptsächlich bei der Einzeljagd. Jagdarten sind hier die Ansitzjagd, die Lockjagd (Blatten) und die Pirsch. Darüber hinaus wird Rehwild auch bei Drückjagden bejagt; es werden jedoch keine Treibjagden gezielt auf Rehwild ausgeübt, da das panische Fluchtverhalten der Tiere eine solche Jagd nicht zulässt.
Zur Jagd auf Rehe in Deutschland verwendete Büchsenpatronen müssen in 100 Meter Entfernung eine Auftreffenergie (E 100) von mindestens 1000 Joule besitzen (§ 19 Abs. 1 Nr. 2a BJagdG).
Rehfleisch und die größeren inneren Organe wie Herz, Leber, Nieren seltener auch Lunge und Gehirn, werden zubereitet und verzehrt. Das Gehörn des Rehwildes wird häufig als Wandschmuck verwendet oder zu Bestandteilen rustikaler Innenausstattung verarbeitet. Selten werden die Läufe mit den Schalen für Messergriffe verwendet. Das Fell des Rehwildes wird nur noch selten verwertet. Gelegentlich wird es zu feinem Leder gegerbt und zum Beispiel für Oberbekleidung als Innenfutter verwendet. Vor Einführung der Kunststoffe ergab es das Fensterleder.

### Aufzucht von Jungtieren durch den Menschen

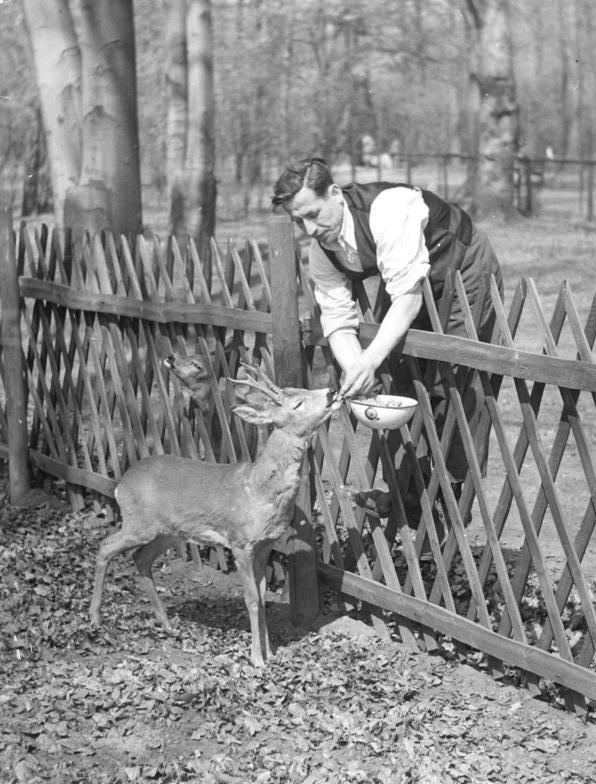
Rehbock im Freigehege, Berlin-Treptow (1957)

Kitze, die von Menschen aufgezogen werden, weil sie während einer Mahd verletzt oder sie vermeintlich vom Muttertier verlassen wurden, können sich sehr problematisch entwickeln. Handaufgezogene Bockkitze, die nie mit Artgenossen spielten, entwickeln die gleichen Verhaltensmerkmale wie natürlich aufwachsende Kitze. Sie sind allerdings auf den Menschen geprägt und nehmen ihn auch als Kampfpartner an. Dagegen sind sie auf Begegnungen mit kampfbereiten, wildlebenden Rehböcken nicht vorbereitet. Selbst wenn diese fehlgeprägten Böcke wieder ausgewildert werden, kann es zu Angriffen auf Menschen kommen. Diese Begegnungen können zu schweren und gelegentlich für den Menschen auch tödlich verlaufenden Unfällen führen. In Unkenntnis des Verhaltensrepertoires reagieren Menschen in der Regel auf das Imponiergehabe von Rehböcken nicht mit Rückzug und Demutsverhalten. Sie sind sich in der Regel auch nicht bewusst, dass ein drohender und imponierender Rehbock sehr schnell zustoßen und dabei Menschen gravierende Verletzungen zufügen kann.